# Genocida v Pásmu Gazy
Během války v Pásmu Gazy obvinila řada států, organizací i expertů Izrael z toho, že páchá genocidu tamního palestinského obyvatelstva, zatímco izraelská vláda, jiné státy včetně Česka i mnozí další toto obvinění odmítají a strádání postižených vykládají jako důsledek války, kterou vyvolal palestinský útok na Izrael a udržuje pokračující držení izraelských rukojmí palestinskými ozbrojenci. Z provádění genocidy Palestinců byl Izrael obviněn vládami některých států, zvláštním výborem OSN, nevládními organizacemi (včetně Amnesty International, Human Rights Watch, Lékařů bez hranic nebo Be-celem) a dalšími experty na mezinárodní právo a genocidy. Mezi genocidní činy popsané odborníky a organizacemi pro lidská práva patří rozsáhlé zabíjení, používání hladovění jako válečné zbraně, ničení civilní infrastruktury, útoky na zdravotnické pracovníky a nucené vysídlování. Různí pozorovatelé, včetně zvláštní zpravodajky OSN Francesky Albaneseové a Human Rights Watch, citovali prohlášení vysokých izraelských představitelů, která mohou naznačovat jejich „záměr zničit“ (zcela nebo částečně) obyvatelstvo Pásma Gazy, což je nezbytnou podmínkou pro zákonný práh genocidy. Izrael a některé další státy (např. USA, Německo či Česko) obvinění z genocidy odmítají a tvrdí, že operace v Gaze je aktem sebeobrany.
K polovině července 2025, po téměř dvou letech útoků, vedly dle zdrojů Ministerstva zdravotnictví Pásma Gazy, ovládané Hamásem, izraelské vojenské akce k přímým úmrtí více než 58 000 Palestinců a zranění 139 000 lidí. OHCHR ověřila informace o 8 119 zemřelých z prvních 6 měsíců války, z nich 70 % tvořily ženy a děti. Odhady tvrdí, že tisíce mrtvých těl se nachází pod troskami zničených budov a dalších 60–300 tisíc obětí zemřelo nepřímo v důsledku války.
Více než 1,9 milionu Palestinců – 85 % obyvatel Gazy – bylo násilně vysídleno. Vynucená izraelská blokáda výrazně přispěla k hladovění a hrozbě hladomoru v Pásmu Gazy. Na začátku konfliktu Izrael také přerušil dodávky vody a elektřiny do Pásma Gazy.
Počátkem války byl útok teroristického hnutí Hamás na Izrael (raketové ostřelování izraelského území a pozemní útok proti vojenským a civilním cílům) 7. října 2023, kdy bylo při pozemním útoku na izraelském území zabito 1 139 lidí a dalších 253 lidí bylo uneseno do Pásma Gazy jako rukojmí. Izraelská reakce zahrnovala invazi do Pásma Gazy od 27. října 2023.

## Pozadí konfliktu
První arabsko-izraelská válka v roce 1948 vedla ke zřízení Izraele na většině území Mandátní Palestiny, s výjimkou dvou oddělených území, která se stala známá jako Západní břeh Jordánu a Pásmo Gazy, okupovaná Jordánskem resp. Egyptem. Po šestidenní válce v roce 1967 Izrael okupuje palestinská území Západního břehu Jordánu a Pásmo Gazy. V následující období nastaly dvě lidové povstání Palestinců proti izraelské okupaci: první a druhá intifáda v letech 1987 a 2000 – jejich výsledkem bylo jednostranné stažení Izraele z Gazy v roce 2005.
Od roku 2007 je Pásmo Gazy řízeno islamistickou militantní skupinou Hamás, zatímco Západní břeh Jordánu zůstal pod kontrolou Palestinské národní správy pod vedením Fatahu. Po převzetí moci Hamásem Izrael uvalil blokádu pásma Gazy, která výrazně poškodila jeho ekonomiku. Izrael blokádu odůvodnil obavami o bezpečnost, ale mezinárodní organizace na ochranu práv označily blokádu za formu kolektivního trestu. UNRWA oznámila, že kvůli blokádě žilo v roce 2023 81 % obyvatel Gazy pod hranicí chudoby, přičemž 63 % mělo nedostatek potravin a bylo závislých na mezinárodní pomoci.
Od roku 2007 se Izrael a Hamás, spolu s dalšími palestinskými militantními skupinami sídlícími v Gaze, zapojily do konfliktů včetně čtyř válek v letech 2008–2009, 2012, 2014 a 2021. V důsledku těchto konfliktů zemřelo přibližně 6 400 Palestinců a 300 Izraelců. V letech 2018–2019 probíhaly v blízkosti hranice Gazy a Izraele velké týdenní organizované protesty, které byly násilně potlačeny Izraelem, jehož odstřelovači zabili stovky a zranili tisíce Palestinců. Brzy po vypuknutí izraelsko-palestinské krize v roce 2021 začalo vojenské křídlo Hamásu, brigády al-Kassáma, plánovat operaci proti Izraeli. Podle diplomatů Hamás v měsících před říjnem 2023 opakovaně prohlásil, že si nepřeje další vojenskou eskalaci v Gaze, protože by to zhoršilo humanitární krizi, která nastala po konfliktu v roce 2021.
Dne 7. října 2023 vedl Hamás útok na Izrael z Gazy, který měl za následek nejméně 1 139 mrtvých, většinou civilistů. Izrael odpověděl vysoce destruktivní bombardovací kampaní, po níž 27. října následovala invaze do pásma Gazy. Někteří experti tvrdili, že již před útoky ze 7. října docházelo na Palestincích ke genocidě, ale izraelská vojenská kampaň v Gaze byla Jihoafrickou republikou a dalšími zastánci argumentu genocidy charakterizována jako genocidní.
Představitelé Hamásu uvedli, že útok byl reakcí na izraelskou okupaci Západního břehu Jordánu, blokádu pásma Gazy, násilí izraelských osadníků proti Palestincům, omezení pohybu Palestinců a zadržování tisíců Palestinců, z nichž mnozí nejsou obviněni, které se Hamás snažil propustit tím, že vzal izraelské rukojmí. Mnozí komentátoři označili za příčinu války širší kontext izraelské okupace. Agentura Associated Press napsala, že Palestinci jsou „zoufalí z nekončící okupace Západního břehu Jordánu a dusivé blokády Gazy“. Několik organizací pro lidská práva, včetně Amnesty International, Be-celem a Human Rights Watch, přirovnalo izraelskou okupaci k apartheidu; zastánci Izraele tuto charakteristiku zpochybňují. Poradní stanovisko Mezinárodního soudního dvora zveřejněné v červenci 2024 potvrdilo okupaci jako nezákonnou a uvedlo, že porušuje článek 3 Mezinárodní úmluvy o odstranění všech forem rasové diskriminace, která zakazuje rasovou segregaci a apartheid.

## Obvinění z genocidy

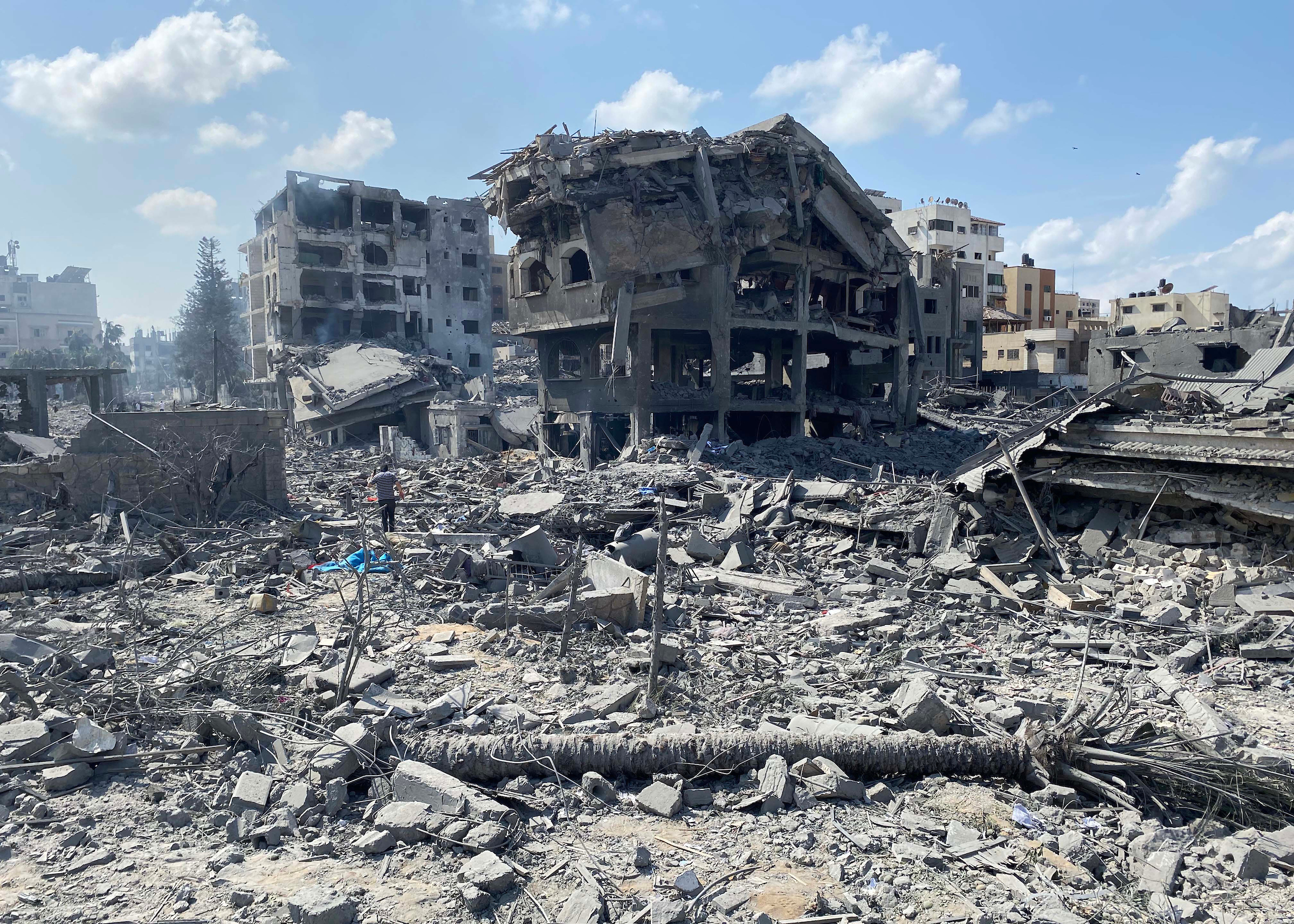
Škody po izraelském náletu na El-Remal ve městě Gaza 9. října 2023

Kvůli izraelskému postupu v Gaze se koncem roku 2023 Jihoafrická republika obrátila na Mezinárodní soudní dvůr (ICJ). Izrael podle ní v Gaze páchá genocidu a netrestá osoby, které k ní podněcují. Je také přesvědčena, že se Izrael dopouští válečných zločinů a zločinů proti lidskosti. V lednu 2024 soud nařídil Izraeli, aby učinil veškeré kroky k zabránění genocidy a zlepšil humanitární situaci v Pásmu Gazy. V květnu soud Izraeli nařídil, aby zastavil ofenzivu v Rafahu na jihu Pásma Gazy a otevřel místní hraniční přechod pro humanitární pomoc. Měl také umožnit vstup do Pásma Gazy vyšetřovacímu týmu, který by se zabýval sběrem důkazů v případu údajné genocidy na Palestincích. Izrael obvinění z genocidy odmítá a tvrdí, že operace v Gaze je aktem sebeobrany a obvinil soud z antisemitismu.

### Definice genocidy
Úmluva o genocidě z roku 1948 definuje genocidu jako jakýkoli z pěti „činů, spáchaných s úmyslem zničit úplně nebo částečně některou národní, etnickou, rasovou nebo náboženskou skupinu jako takovou“. Jedná se o usmrcení členů skupiny, jejich těžké ublížení na zdraví nebo duševní újmě, nastolení životních podmínek s cílem zničit tuto skupinu, zabránění porodům a násilnému přemístění dětí ze skupiny. Genocida je zločin speciálního úmyslu (dolus specialis); je prováděna záměrně, přičemž oběti jsou zaměřeny na základě skutečného nebo domnělého členství v chráněné skupině. Podle této právní definice z roku 1948 byly v historii uznány tři genocidy: kambodžská genocida, rwandská genocida a Srebrenický masakr.

### Překážky právní odpovědnosti
Mezinárodní trestní soud (ICC), který stíhá jednotlivce za jejich roli při genocidě a dalších zločinech proti lidskosti, čelil sledování a zastrašování ze strany izraelských tajných služeb ještě před začátkem války v Gaze. Izrael i Spojené státy napadly legitimitu a jurisdikci ICC. Donald Trump uvalil sankce na bývalou žalobkyni Fatou Bensoudovou již během svého prvního prezidentského období a republikánští senátoři pohrozili v dubnu 2024, tedy ještě před vydáním zatykačů na izraelské představitele, novým kolem sankcí proti ICC. Human Rights Watch odsoudila obnovené sankce proti ICC v únoru 2025 jako „navržené nejen k zastrašení soudních úředníků a zaměstnanců, kteří se podílejí na vyšetřování soudu, ale také ke zpomalení širší spolupráce s ICC.“

## Oběti

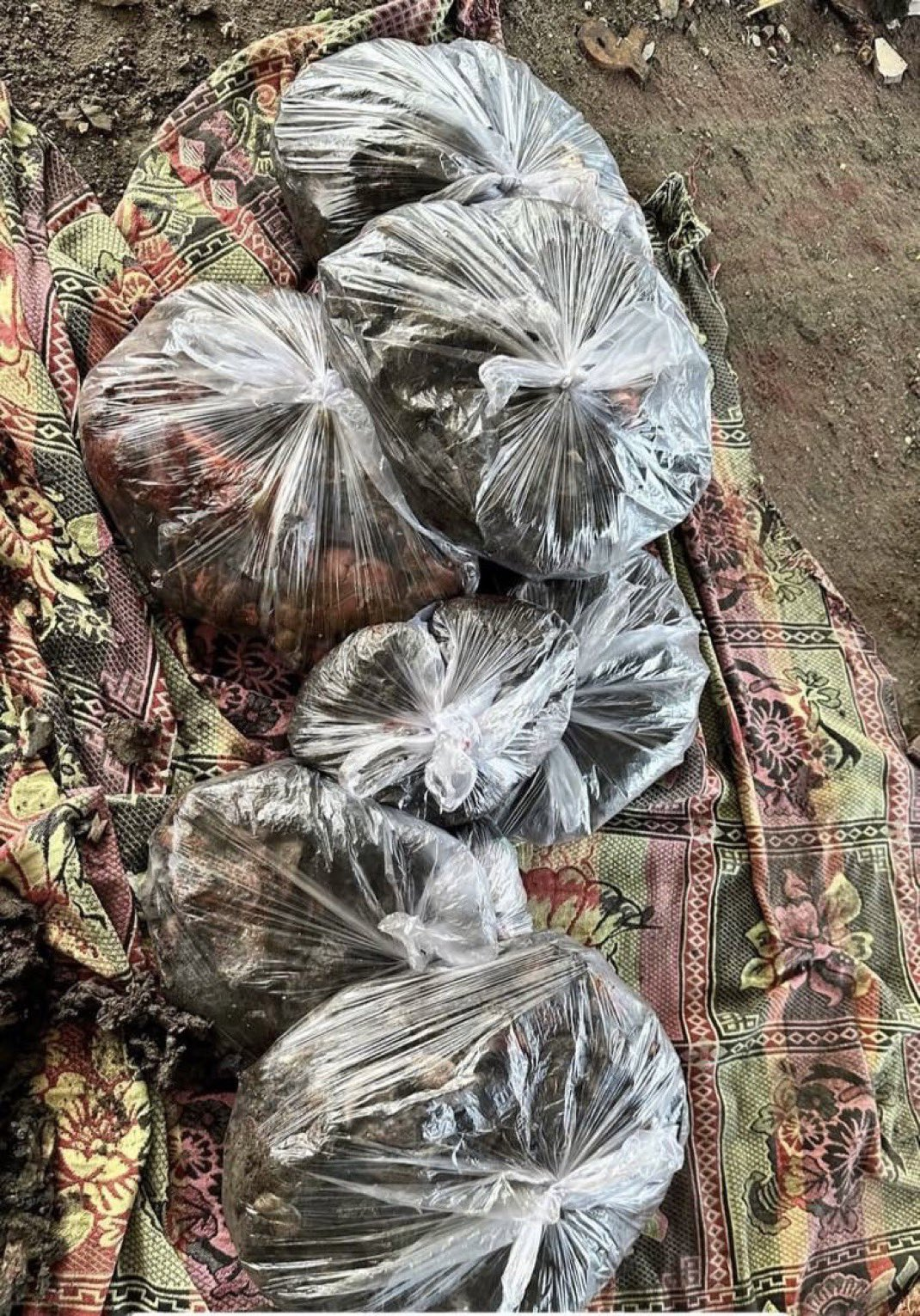
Sáčky obsahující spálené a rozkládající se pozůstatky těl obětí útoku na školu Al-Tabaeen v Gaze, 10. srpna 2024

### Přímé oběti

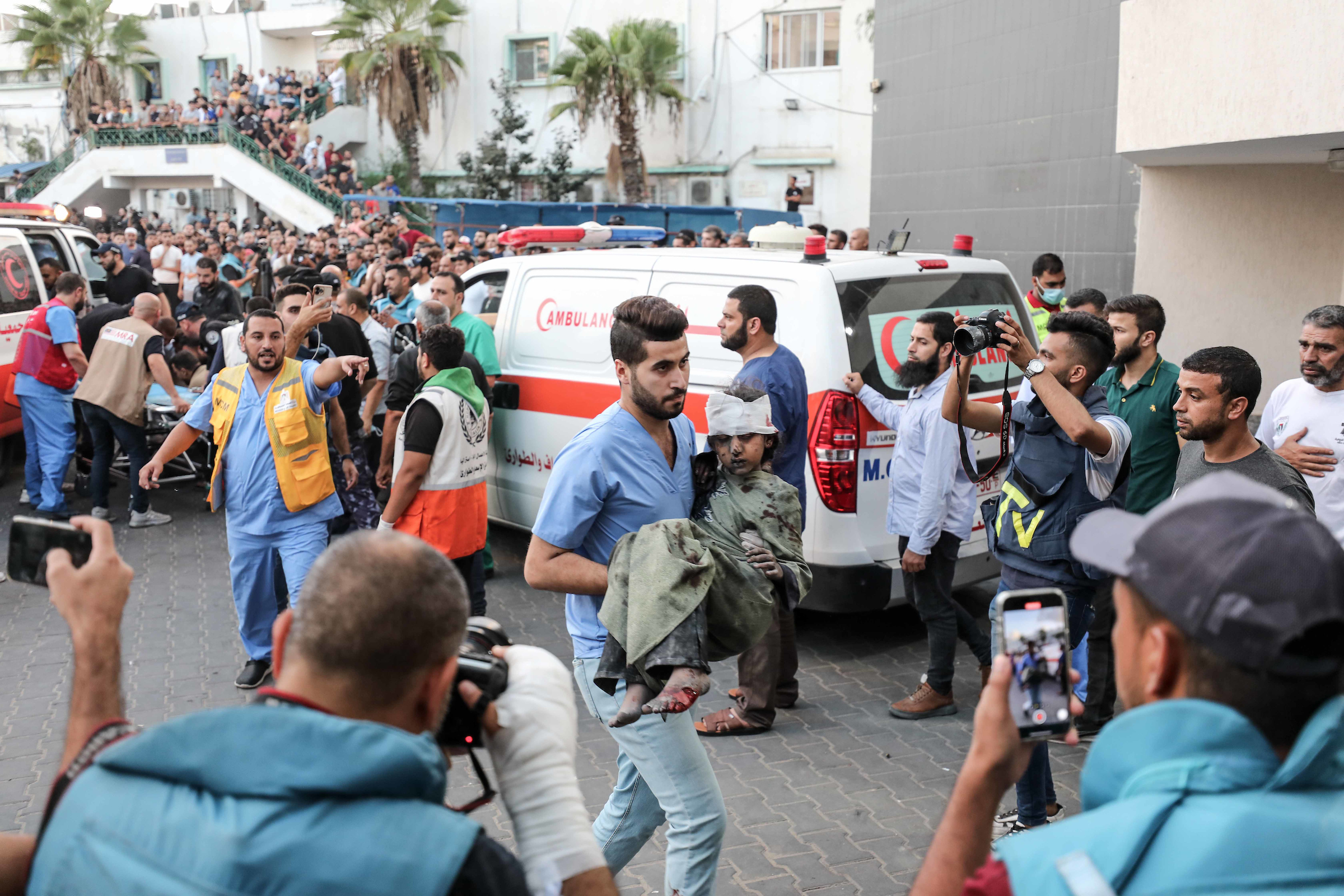
Zdravotníci transportují zraněné palestinské dítě do nemocnice Šífa ve městě Gaza po izraelském náletu 11. října 2023

Zpráva Euro-Mediterranean Human Rights Monitor zveřejněná 18. listopadu 2023, která označuje izraelské akce v Gaze za genocidu, uvedla, že v Gaze bylo zabito 15 271 Palestinců a 32 310 zraněno. Dle zprávy se dále pohřešovalo 41 500 lidí. Aktualizované údaje uváděly další zdroje, nejčastěji Ministerstvo zdravotnictví Pásma Gazy, přičemž 9 týdnů bylo podle Úřadu OSN pro koordinaci humanitárních záležitostí v Gaze zabito více než 18 000 Palestinců. Z tohoto počtu byly dle odhadu palestinského ministerstva zdravotnictví 70 % ženy a děti. K 14. lednu 2024, tedy po 100 dnech od začátku izraelského útoku na Gazu, úřady uváděly, že bylo zabito přes 23 900 lidí. Do 10. května počet mrtvých přesáhl 35 000, z toho třetina byla z neidentifikovaných těl. Tehdy se zároveň odhadovalo, že více než 10 000 dalších těl se nachází pod troskami budov. Během prvních tří týdnů izraelský útok zabil v Gaze více dětí, než bylo zabito na celém světě ve všech konfliktních zónách v kterémkoli roce od roku 2019. K prosinci 2023 bylo zraněno přes 52 000 lidí, a do května 2024 počet vzrostl na více než 77 700 lidí. Údaje ministerstva o celkovém počtu zabitých byly zpochybněny izraelskými úřady, ale přijaty jako přesné izraelskými zpravodajskými službami, OSN a WHO.

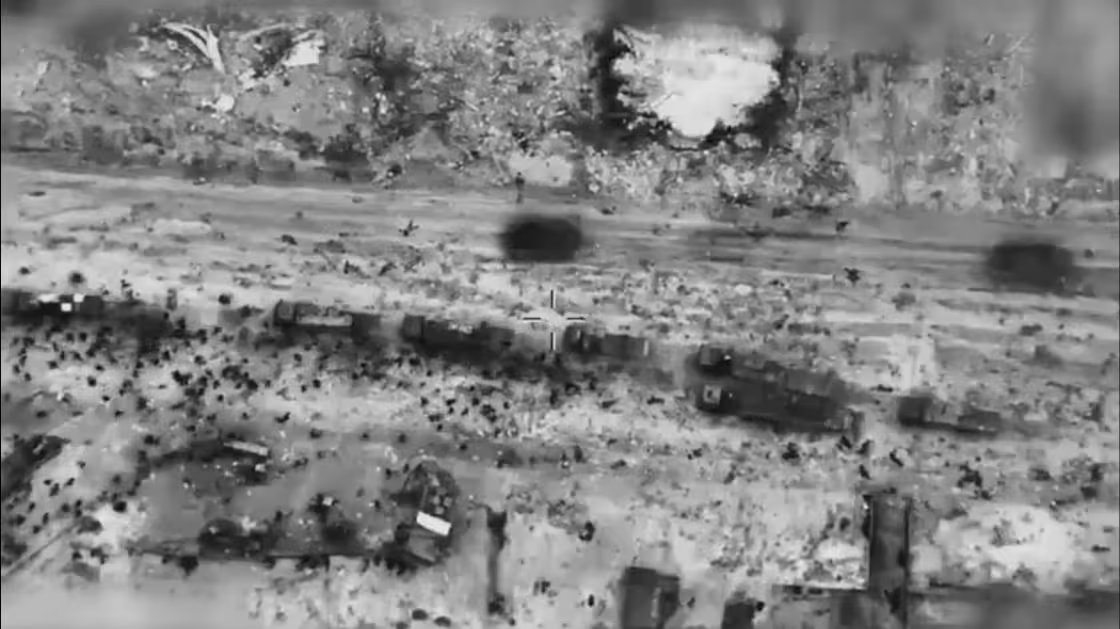
Mrtvá těla po tzv. Moučném masakru, při kterém bylo IOS zabito nejméně 118 Palestinců. Izrael popřel odpovědnost.

Podíl žen a dětí mezi mrtvými je kontroverzní. K 31. srpnu 2024 se podle ministerstva zdravotnictví v Gaze počet obětí zvýšil na 40 691 a jmenovitě identifikovaných 34 344. Mezi identifikovanými mrtvými bylo 17 652 (51 %) žen a dětí, 2 955 (9 %) starších osob obou pohlaví a 13 737 (40 %) mužů. V listopadu 2024 zveřejnila OSN analýzu zahrnující pouze oběti ověřené nejméně třemi nezávislými zdroji po dobu šesti měsíců od listopadu 2023 do dubna 2024. Zjistila, že 70 % z 8 119 ověřených úmrtí byly ženy a děti. V lednu 2025 vyšla v The Lancet studie odborníků z Londýnské školy hygieny a tropické medicíny (LSHTM), Cambridgeské univerzity a americké Yaleovy univerzity. Asi 59 % obětí bojů v Gaze byly podle této studie ženy, děti a lidé starší 65 let.

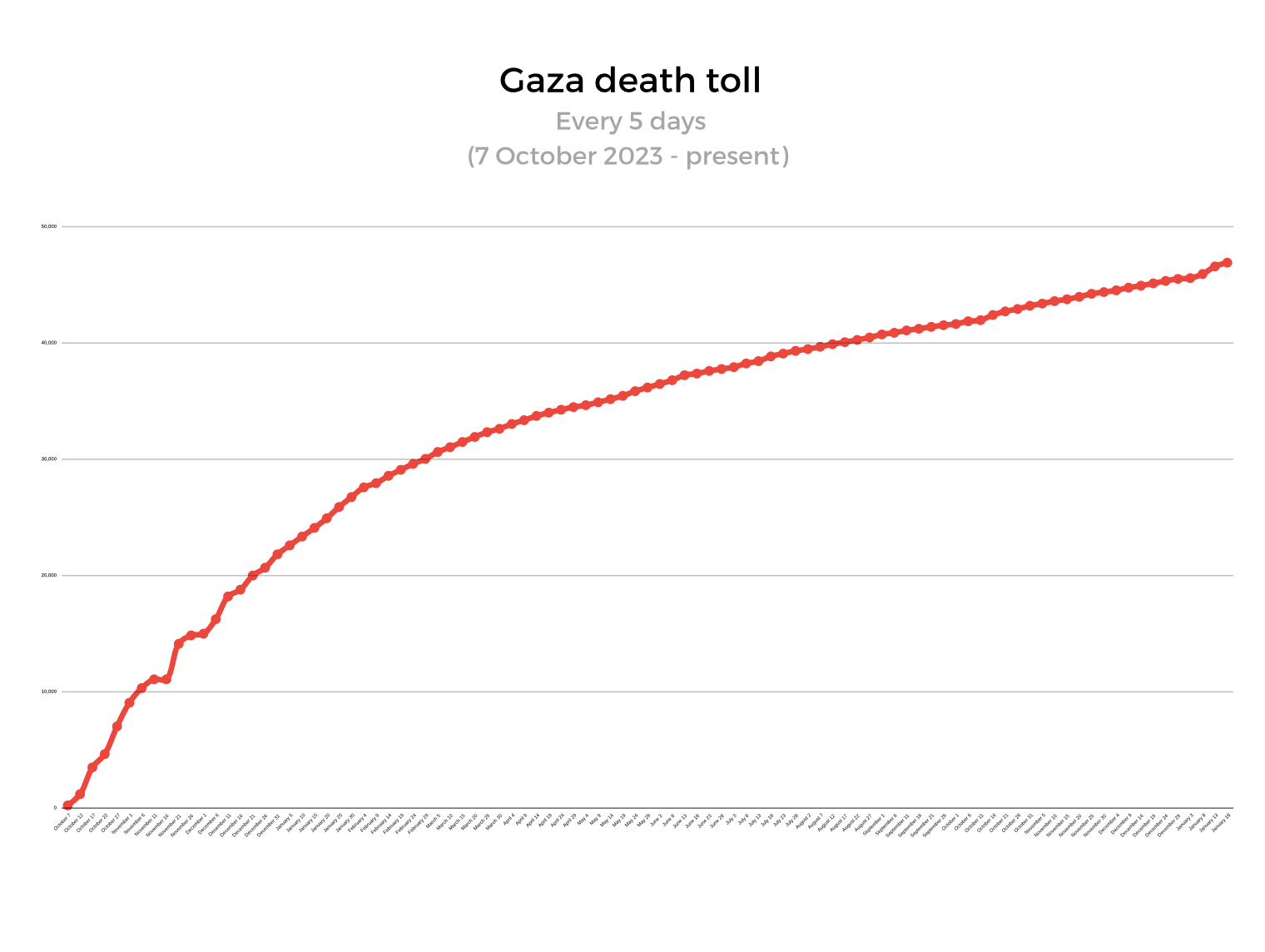
Graf přibližného počtu úmrtí v důsledku války v Pásmu Gazy od 7. října 2023

S pokračováním konfliktu bylo pro Ministerstvo zdravotnictví v Pásmu Gazy shromažďování údajů kvůli zničení infrastruktury stále obtížnější. Ministerstvo muselo svá obvyklá hlášení založená na úmrtích v nemocnicích doplňovat o další zdroje informací, včetně zpráv z médií a od záchranářů, jakož i pozůstalých rodin a vdov. Profesor ekonomie Michael Spagat analyzoval zprávy ministerstva a zjistil naléhavou potřebu transparentní metodiky, která by porovnala nejvyšší počty úmrtí – 34 535 k 30. dubnu – s podrobnými rozpisy, které ke stejnému datu činily 24 653.
V lednu 2025 vyšla v The Lancet studie odborníků z Londýnské školy hygieny a tropické medicíny (LSHTM), Cambridgeské univerzity a americké Yaleovy univerzity. Dle jejich výzkumu byl údaj o počtu obětí uváděný hnutím Hamás podhodnocený asi o 41 %. Studie se zaměřila na období mezi říjnem 2023 a červnem 2024. Podle dat Ministerstva zdravotnictví v Gaze mělo být přes 37 tisíc obětí. Podle studie se ovšem reálný počet palestinských obětí pohyboval přes 64 tisíc. Asi 59 % obětí bojů v Gaze byly podle této studie ženy, děti a lidé starší 65 let. Podhodnocení údajů ministerstva v Gaze studie vysvětlovala tím, že Pásmo Gazy i jeho zdravotnická infrastruktura byly zdevastované izraelským masivním bombardováním, takže nebylo možné získat přesné údaje o mrtvých.
Studie z února 2025 zveřejněná v The Lancet odhaduje, že očekávaná délka života v pásmu Gazy se mezi říjnem 2023 a zářím 2024 snížila o 34,9 let, s vyloučením nepřímých úmrtí, jako je podvýživa nebo narušení zdravotnických služeb. Studie také použila údaje ze sčítání lidu a registrační údaje k posouzení spolehlivosti počtu úmrtí ministerstva zdravotnictví v Gaze a nenašla žádné podstatné chyby.
Podle vyjádření izraelské strany bylo k únoru 2024 při bojích v Pásmu Gazy zabito přes 12 tisíc bojovníků hnutí Hamás, toto číslo mělo podle dalších vyjádření vzrůst na 14 tisíc v polovině roku 2024 a na 17 tisíc na konci roku – není přitom jasné, jakým způsobem Izrael k těmto číslům došel. V únoru ministerstvo zdravotnictví v Pásmu Gazy uvádělo celkový počet 29 tisíc mrtvých, přičemž tato instituce nerozlišuje mezi mrtvými civilisty a bojovníky. Izraelští představitelé zároveň opakovaně obvinili Hamás z využívání civilistů jako lidské štíty, přičemž se některá operační střediska skupiny měla nacházet pod civilními budovami (nemocnice Šífa).

### Nepřímé oběti
Výzkumníci v oblasti veřejného zdraví Rasha Khatib, Martin McKee a Salim Yusuf, zveřejnili v červenci 2024 v korespondenční sekci časopisu The Lancet odhad počtu úmrtí, která mohla být v nadcházejících měsících a letech nepřímo způsobena tímto konfliktem. Očekává se, že nepřímá palestinská úmrtí na nemoci budou mnohem vyšší kvůli intenzitě konfliktu, zničení infrastruktury zdravotní péče, nedostatku jídla, vody, přístřeší a bezpečných míst pro útěk civilistů a snížení financování UNRWA. S použitím jiných konfliktů jako referenčního bodu odhadli, že celkový počet úmrtí souvisejících s konfliktem v Gaze bude pravděpodobně třikrát až 15krát vyšší než hlášený počet obětí. Vynásobením počtu nahlášených úmrtí pěti argumentovali, že podle konzervativního odhadu „současnému konfliktu v Gaze lze připsat 186 000 nebo dokonce více úmrtí“. Článek vyvolal silnou odezvu, některými médii bylo toto číslo dezinterpretováno jako aktuální počet mrtvých a jiní výzkumníci ho kritizovali. Jeden ze spoluautorů Martin McKee označil o 3 dny později, že „počet nepřímých obětí bude v budoucnu mnohem vyšší. Uvedený počet je čistě ilustrativní.“ Michael Spagat napsal, že jejich odhad „postrádá pevný základ a je nevěrohodný“. I přesto Spagat připustil, že je „spravedlivé upozornit na skutečnost, že ne všechna úmrtí budou přímo násilná“ a označil počet obětí v Gaze za „překvapivě vysoký“.

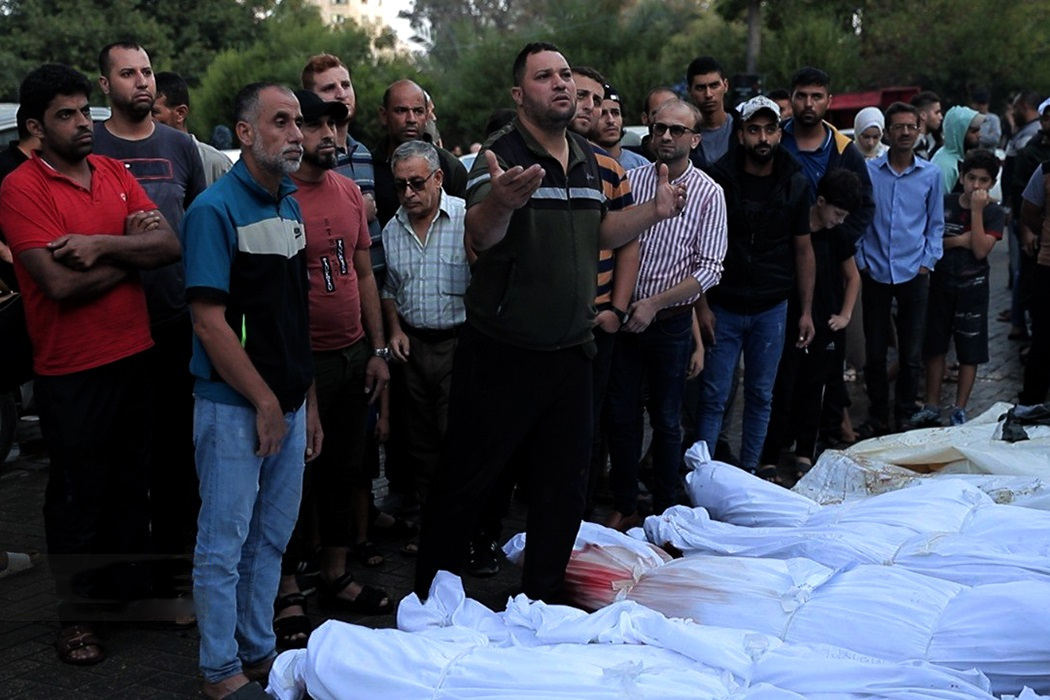
Těla obětí v igelitových pytlích, Gaza, říjen 2023

Od začátku války mezi Izraelem a Hamásem byly v Pásmu Gazy vysídleny téměř dva miliony lidí. Evakuace v Pásmu Gazy byla například ze strany Jihoafrické republiky kritizována jako klíčová součást genocidních záměrů Izraele.
Podle dopisu ze dne 2. října 2024 prezidentu Joe Bidenovi, viceprezidentce Kamale Harrisové a dalším od 99 amerických zdravotnických pracovníků, kteří sloužili v Gaze od 7. října 2023, byl nejkonzervativnější odhad založený na dostupných údajích, že minimálně 62 413 lidí v Gaze zemřelo hladem (na základě standardů hladovění podle klasifikace fáze integrovaného zabezpečení potravin financované Spojenými státy), většina z nich byly malé děti a nejméně 5 000 lidí zemřelo na nedostatek přístupu k péči o chronické nemoci.

### Minimální počet obětí nutný k definici genocidy
Ani Úmluva o genocidě, ani judikatura Mezinárodního soudního dvora (ICJ) nepožaduje minimální počet obětí k definování genocidy. Genocida je stanovena, jsou-li spáchány kvalifikované činy proti „přiměřeně významnému počtu“ nebo „významné části skupiny, jako je její vedení“. V případu sporu Gambie proti Myanmaru u ICJ týkající se genocidy Rohingů Francie a Spojené království uvedly, že „počet zabitých obětí“ není „ústředním bodem“ jejich hodnocení, protože „okolnosti mohou být takové, že pachatel nemůže nebo se rozhodne nevyužít nejrychlejších nebo nejpřímějších prostředků“ k ničení.

## Genocidní záměr
Podle zprávy Univerzitní sítě pro lidská práva z května 2024 „představují akce přijaté izraelskou vládou a armádou v Gaze a týkající se Gazy po útocích Hamásu ze 7. října 2023 porušení zákazů mezinárodního práva týkající se páchání genocidy“.
V rámci soudního sporu Defense for Children International – Palestine et al proti Biden et al svědčil historik holokaustu Barry Trachtenberg, že mezi historiky genocidy existuje shoda, že situace v Gaze je genocidou, a to především proto, že prohlášení izraelských představitelů to jasně uvádějí. Řekl: „Sledujeme, jak se genocida vyvíjí, když o ní mluvíme. Jsme v této neuvěřitelně jedinečné pozici, kde můžeme zasáhnout, abychom ji zastavili, s využitím mechanismů mezinárodního práva, které máme k dispozici.“
V otevřeném dopise zveřejněném 15. října na Opinio Juris a na webových stránkách Third World Approaches to International Law Review 800 vědců z oblasti mezinárodního práva, studia konfliktů a genocidy, napsalo, že prohlášení izraelských představitelů od 7. října naznačují jejich úmysl spáchat genocidu. Nevládní organizace Law for Palestine sestavila seznam více než 500 prohlášení izraelských politických a vojenských představitelů, kteří dle jejich pohledu vyzývají ke genocidě.
Dne 7. října řekl izraelský premiér Benjamin Netanjahu, že obyvatelé Gazy zaplatí „vysokou cenu“ a Izrael promění části Gazy „v trosky“. Britský historik zabývající se genocidami Mark Levene tvrdí, že v souvislosti s genocidou rétorika Netanjahuových vlád postupně sílila. Tato prohlášení podpořila i novinářka Tia Goldenbergová v AP News, která upozornila na výroky izraelského ministra financí Becal'ela Smotriče podporující genocidní rétoriku. Izraelský historik Raz Segal a právník Luigi Daniele také poukázali na rostoucí genocidní rétoriku před říjnem 2023, zdůraznili článek z května 2023 v Times of Israel, který říkal, že jediný způsob, jak dosáhnout míru, je „vymazat“ Palestinu a že existence Palestiny je „urážkou společnosti, morálky, lidskosti“. Článek dále podle Segala a Daniele vyzývá k převýchově Palestinců a deklaruje, že mohou požívat práv pouze v případě, že již nebudou existovat jako národ. Segal a Daniele poukazují na paralely mezi rétorikou tohoto článku a poznatky, které upozorňují na ekvivalentní rétoriku ruských médií o ruské invazi na Ukrajinu. Segal a Daniele také poukazují na předchozí komentáře ministra národní bezpečnosti Itamara Ben Gvira, bývalé členky Knesetu Ajelet Šakedové a ministra financí Smotriče, kteří v únoru 2023 vyzvali ke zničení palestinských vesnic na Západním břehu Jordánu. Odborník na genocidy Shmuel Lederman popsal, že nejenom tato vyjádření, která popírají palestinskou národnost a vyzývají k jejich zničení nebo odstranění z území nárokovaného Izraelem, byla v popředí politických diskusí vedení Hamásu v Gaze před událostmi v říjnu 2023. I další zdroje označovaly Smotričovy komentáře jako genocidní.
Anatomie genocidy (Anatomy of a Genocide), zpráva předložená Radě pro lidská práva OSN dne 26. března 2024 Francescou Albaneseovou, zvláštní zpravodajkou pro situaci v oblasti lidských práv na palestinských územích okupovaných od roku 1967, dospěla k závěru, že Izrael se dopouští genocidy. Izrael tuto zprávu odmítl. Ve druhé zprávě Genocida jako koloniální vymazávání (Genocide as colonial erasure), zveřejněné 28. října pro Valné shromáždění OSN, obvinila zpravodajka Izrael z „provádění systematické kampaně nuceného vysídlování, ničení a genocidních činů proti Palestincům v Gaze a na Západním břehu“.
V případu genocidy Rohingů u ICJ několik států (včetně Spojeného království a Německa) podpořilo volnější standard důkazů pro podporu genocidního záměru, než jaký ICJ použil v minulosti – což je často nejobtížnější část dokazování genocidy u soudu. Tyto státy tvrdily, že ICJ by měl „přijmout vyvážený přístup, který uznává zvláštní závažnost zločinu genocidy, aniž by bylo obtížné splnit práh pro vyvození genocidního záměru tak, že by nálezy genocidy byly téměř nemožné“.

### Ministři izraelské vlády
Podle expertů Marka Levenea a Abdelwahaba El-Affendiho se od 7. října 2023 různé oficiální a polooficiální zdroje a média zapojily do rétoriky naznačující genocidní záměry. Izraelský právník v oblasti lidských práv Michael Sfard řekl novinám The New Arab, že útoky ze 7. října, válečná krize rukojmích mezi Izraelem a Hamásem a válečné zločiny Hamásu „vytvářely hněv, který proměnil rétoriku marginalizovaných skupin v záplavu prohlášení, která nyní učinili politici, novináři a celebrity, ... poskytující jim vítr do zad“, aby ostatní považovali takové projevy za přijatelné. Dodal: „Zvykli jsme si na genocidní rétoriku, která pochází od Hamásu. Charta Hamásu má zjevné tvrdé antisemitské články a také některé, které by mohly být interpretovány jako vyjádření touhy odstranit Židy v Izraeli. ... V minulosti to bylo v Izraeli vnímáno jako něco, co je za hranicí legitimity mluvit tímto způsobem o Palestincích... Ale 7. říjen tuto červenou čáru překročil.“

Dne 9. října 2023 řekl izraelský ministr obrany Jo'av Galant:
Nařídil jsem kompletní blokádu Pásma Gazy. Žádná elektřina, žádné potraviny, žádný plyn, všechno bude zavřeno. Bojujeme proti lidským zvířatům a podle toho jednáme.
Toto prohlášení bylo charakterizováno jako příklad dehumanizace. Podle Kennetha Rotha, amerického advokáta a lidskoprávního aktivisty, zatímco někteří omlouvají tento výrok, že odkazoval pouze na Hamás, kontext jasně ukazuje, že výraz „lidská zvířata“ se týkal každého v Gaze. Tento výrok byl také spojen s hladomorem v Pásmu Gazy. Dále dne 10. října Galant řekl: „Gaza se nevrátí k tomu, co bylo předtím. Nebude žádný Hamás. Zničíme vše.“
Izraelský ministr zemědělství Avi Dichter vyzval na Kanálu 12, aby byla válka „Nakbou v Gaze“. Izraelský ministr národního dědictví Amichaj Elijahu vyzval ke svržení atomové bomby na Gazu. Ministr komunikací Šlomo Kar'i obhajoval nucené odsuny civilistů z Gazy a osídlení regionu Izraelem, což byl postoj, který podpořili i další ministři jako Ben-Gvir a Becal'el Smotrič. Dov Waxman, ředitel Y&S Nazarian Center for Israel Studies Kalifornské univerzitě v Los Angeles, řekl, že některé rétoriky krajně pravicových ministrů mohou být vnímány jako „potenciálně genocidní“ při dehumanizaci palestinských civilistů. Dodal, že tato prohlášení mohou mít pouze omezený dopad na izraelskou politiku, protože byla učiněna ministry „kteří nejsou součástí válečného kabinetu“, ale tyto návrhy byly přesto znepokojivé.
Tehdejší izraelský ministr energetiky Jisra'el Kac řekl: „Veškeré civilní obyvatelstvo v Gaze dostalo rozkaz okamžitě odejít. Vyhrajeme. Dokud neopustí svět, nedostanou ani kapku vody ani jedinou baterii dokud neopustí tento svět.“
Dne 29. dubna 2024 ministr financí Becal'el Smotrič řekl: „Neexistují žádné poloviční práce... Rafah, Deir al-Balah, Nuseirat – totální zkáza. ‚Tehdy musíš vyhladit památku Amálekovu zpod nebes.‘ Pod nebem pro ně není místo.“ Izraelské noviny Ha'arec označily jeho komentáře za výzvu ke genocidě. V srpnu Smotrič řekl, že „by mohlo být oprávněné a morální“ „vyhladovět 2 miliony lidí“, a litoval, že jim to svět nedovolí. Poslanec Knessetu Ofer Cassif tvrdí, že plán genocidy pochází ze Smotričova plánu z roku 2017. Cassif argumentuje, že „v probíhající debatě o tom, do jaké míry činy Izraele představují zločin genocidy, by tento plán měl sloužit jako hlavní důkazní materiál pro obžalobu.“
V červnu 2024 policie odložila vyšetřování případu stížnosti na rabína v Jaffě, který podněcoval studenty ve svém hesderu, aby zabili všechny obyvatele Gazy, včetně dětí a matek, které je chovají.

### Izraelský prezident a členové izraelského parlamentu
Prezident Izraele Jicchak Herzog obvinil z útoku ze 7. října „celý národ“ Palestiny. Dodal: „Není to pravda, tato rétorika o tom, že si civilisté nejsou vědomi, že nejsou zapojeni. Absolutně to není pravda.“ Herzog později tvrdil, že jeho tvrzení bylo vytrženo z kontextu a uvedl, že se pokoušel zdůraznit „zapojení mnoha obyvatel Gazy do vraždění, rabování a nepokojů 7. října“ a že uznal, že v Gaze jsou i nevinní Palestinci.
Nissim Vaturi, místopředseda Knessetu, na sociálních sítích uvedl, že izraelská vláda povoluje vstupu příliš mnoho humanitární pomoci do Gazy a že je třeba „spálit Gazu“. Když byl požádán rozhlasovou stanicí Kol BaRama, aby objasnil svá prohlášení, Vaturi zopakoval, že Gazu je třeba a „spálit” a dále dodal: „Nemyslím si, že jsou tam teď nějací nevinní lidé... 100 000 tam zůstává [v severní Gaze], pokud tam bude nevinná osoba, budeme to vědět. Kdo tam zůstal, měl by být zlikvidován, tečka.” V roce 2025 Vaturi nazval Palestince „darebáky“ a „podlidi“ a vyzval k oddělení dospělých mužů v Gaze od žen a dětí a jejich zabití.
Jicchak Kroizer, který v Knesetu zastupuje krajně pravicovou stranu Ocma jehudit, v rozhlasovém rozhovoru řekl, že „pásmo Gazy by mělo být srovnáno se zemí a pro všechny existuje pouze jeden rozsudek, a to smrt“. Tally Gotlivová ze strany Likud vyzvala k použití jaderných zbraní proti Gaze. Moshe Saada, také ze strany Likud, souhlasně citoval svého známého, který mu řekl, že všichni v Gaze by měli být zabiti. Ariel Kallner, další člen Knessetu ze strany Likud, napsal na sociálních sítích, že existuje „jediný cíl: Nakba! Nakba, která zastíní Nakbu z roku [1948]. Nakba v Gaze a Nakba každému, kdo se odváží připojit se“.
V lednu 2025 podepsalo osm členů Výboru pro zahraniční věci a obranu Knesetu dopis ministru obrany Jisra'elu Kacovi, v němž navrhovali, aby Kac nařídil zničení všech potravin a dodávek energie do Gazy a „zabil kohokoli bez bílé vlajky“. Palestinský představitel Rawhi Fattouh k dopisu řekl: „Kneset se stal doupětem pro krvežíznivé extrémisty... teď jsou udiveni, že Palestinci v Gaze jsou stále naživu.“
V květnové diskusi o humanitární krizi v Gaze se členové Knessetu Amit Halevi a Limor Son Har-Melechová nesouhlasili s lékařkou, která tvrdila, že trpící děti v Gaze by měly dostávat „léky proti bolesti nebo minimální lékařskou péči“. Halevi řekl: „Při boji proti takové skupině neexistují rozdíly, které existují v normálním světě.“ Son Har-Melechová lékařce řekla: „Jediná léčba, kterou zde někdo potřebuje, je ta váše.“ Halevi i Son Har-Melechová také tvrdili, že zprávy o hladovění v Gaze jsou lži Hamásu.

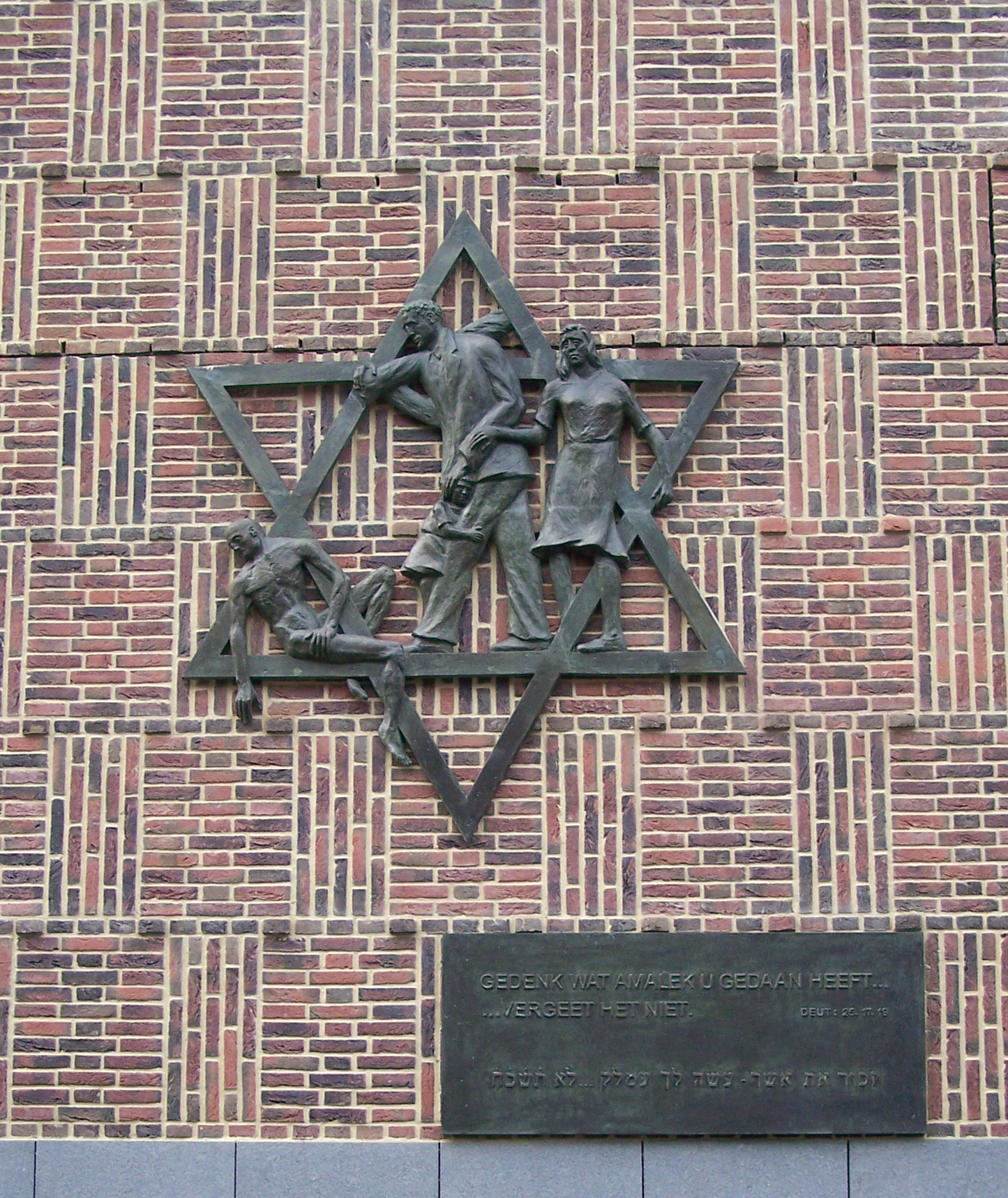
Davidova hvězda od Dicka Stinse, tzv. „památník Amálek“, je památník holocaustu v Haagu. Popis (v holandštině a hebrejštině) je z Deuteronomia 25:17, 19 – „Pamatuj, co ti udělal Amálek... nezapomeň.“

### Připomínání Amáleka
Připomínání biblické postavy Amáleka během války od izraelského premiéra Benjamina Netanjahua bylo kritiky považováno za důkaz genocidního záměru. Tato vyjádření jsou zároveň součástí podání Jihoafrické republiky k Mezinárodnímu soudnímu dvoru. V projevu z 28. října 2023 Netanjahu řekl (hebrejsky) „Musíte si pamatovat, co vám Amálek udělal, jak říká naše svatá Bible“, čímž cituje z Deuteronomia 25:17. Fráze „Pamatuj si, co ti udělal Amálek“ je použita v památnících holokaustu, včetně Jad vašem a Haagském židovském památníku. Netanjahu učinil další narážku na tento verš v dopise vojákům a důstojníkům IOS.
Kritici spojují Netanjahuovu zmínku o Amálekovi s 1. knihou Samuelovou 15:3: „Nyní jdi a pobij Amáleka; jako klaté zničíte vše, co mu patří. Nebudeš ho šetřit, ale usmrtíš muže i ženu, pachole i kojence, býka i ovci, velblouda i osla!“ Noah Lanard z Mother Jones označil verše pojednávající o Amálekovi za nejnásilnější v Bibli a napsal, že mají dlouhou historii, kdy je používali Židé z krajní pravice, jako je vrah Baruch Goldstein, k ospravedlnění zabíjení Palestinců.

### Další izraelští představitelé
Generálmajor Ghassan Alian, ředitel Úřadu pro koordinaci vládních aktivit na teritoriích (COGAT), řekl: „V Gaze nebude žádná elektřina ani voda, bude tam jen zničení. Chtěli jste peklo, dostanete peklo.“
Bývalý generálmajor IOS Giora Eiland napsal: „Gaza se stane místem, kde nemůže existovat žádná lidská bytost“ a „Vytvoření vážné humanitární krize v Gaze je nezbytným prostředkem k dosažení tohoto cíle.“ Izraelský historik a odborník na holokaust Omer Bartov poznamenal, že žádný izraelský politik ani nikdo z IOS toto prohlášení neodsoudil.
O izraelském bombardování Gazy řekl mluvčí izraelské armády: „při vyvažování přesnosti s rozsahem škod se právě teď soustředíme na to, co způsobuje maximální škody“. Skupina právníků to interpretovala jako záměr zničit Gazu.
Krajně pravicový politik a bývalý člen Knesetu Moše Feiglin řekl: „Existuje jediné řešení, a to úplně zničit Gazu před invazí do ní. Mám na mysli zničení, jaké se stalo v Drážďanech a Hirošimě, bez jaderných zbraní.“ Ministr hospodářství Nir Barkat později řekl: „Nepamatuji si, že by Británie nebo Spojené státy, na konci druhé světové války když bombardovaly Drážďany, přemýšlely o jejích obyvatelích.“ Akademici, neizraelští politici a zpravodajské organizace se také odvolávali na bombardování Drážďan, aby ospravedlnili izraelské bombardování Gazy.
Izraelská velvyslankyně ve Velké Británii Cipi Chotovely, blízká spojenkyně Netanjahua, byla obviněna z podněcování ke genocidě za komentáře, které pronesla během rozhlasového rozhovoru s Iainem Dalem. Chotovely řekla, že IOS se zaměřují na „každou školu, každou mešitu, každý druhý dům“, aby zničily síť tunelů Hamásu v Gaze. Dale namítl, že to byl argument pro zničení celé Gazy. Chotovely odpověděla: „Máte jiné řešení?”
Právník Nimer Sultany zdůrazňuje prohlášení různých velitelů izraelské armády vedoucích pozemní operace v severní Gaze, které vyzývají k vylidnění a přístupu „spálené země“. Vojáci podobné pocity odráželi na sociálních sítích. Historik Yoav Di-Capua také poukazuje na zvyšující se počet důstojníků a vojáků, kteří jsou součástí komunity Hardal, které Di-Capua identifikuje jako následovníky genocidní ideologie.
Bývalý izraelský ministr obrany Moše Ja'alon řekl: „Cesta, po které jsme v současnosti vedeni, zahrnuje dobývání, anexi a etnické čistky.“

### Další důkazy genocidního záměru
Maryam Jamshidiová, profesorka na University of Colorado Law School, cituje deklarovaný cíl Izraele „zničit Hamás, včetně vyhlazení jeho politického a administrativního vedení a zničení jeho civilních policejních sil a vojenského křídla“, a jeho skutečným zaměřením na „intelektuální, kulturní a náboženské vedení Gazy“. S odvoláním na předchozí argumenty týkající se bosenské genocidy píše, že genocidní záměr lze prokázat „prostřednictvím důkazů, že civilní vedení chráněné skupiny, stejně jako její armáda a složky vymáhající právo, byly cílem eliminace“, když to činí zbytek skupiny zranitelnější vůči různým nezákonným zneužitím, jako je nucená migrace. Útočení na civilní organizace kontrolované Hamásem je podle mezinárodního práva nezákonné.
V jiném článku Jamshidiová tvrdí, že „dlouhodobý vzor izraelského chování vůči Palestincům obecně a v Gaze“ – jako je blokáda Gazy a ničení civilní infrastruktury během předchozích válek – vysoký počet civilních úmrtí během války, „masově vynucené vysídlení a etnické čistky“ pod rouškou humanitárních bezpečných zón, jsou „praktiky IOS, které podkopávají tvrzení Izraele, že jeho ‚válka‘ je vedena pouze proti Hamásu a dalším palestinským ozbrojeným skupinám spíše než proti palestinským civilistům“, množství zvěrstev zaznamenaných chytrými telefony a zveřejněných přes média a expertní zprávy OSN podporující zjištění genocidy zvyšují pravděpodobnost, že ICJ rozhodne ve prospěch Jihoafrické republiky.
Pascal Andre, francouzský lékař, která pracoval v nemocnici Chán Júnis, v rozhovoru pro tureckou agenturu Anadolu řekl, že on a jeho kolegové „nikdy neviděli válečnou zónu, kde jsou civilisté takovým cílem“ a že „jako zdravotníci jsme byli svědky genocidního záměru“
John B. Quigley, profesor práva na Ohijské státní univerzitě, napsal v článku pro European Journal of International Law, že okolnosti války a způsobené životní podmínky by mohly být použity jako důkaz genocidního záměru v případě absence přímých důkazů, protože jsou tak destruktivní, že Izrael by měl vědět, že povedou ke zničení Palestinců v Gaze.

## Genocidní činy

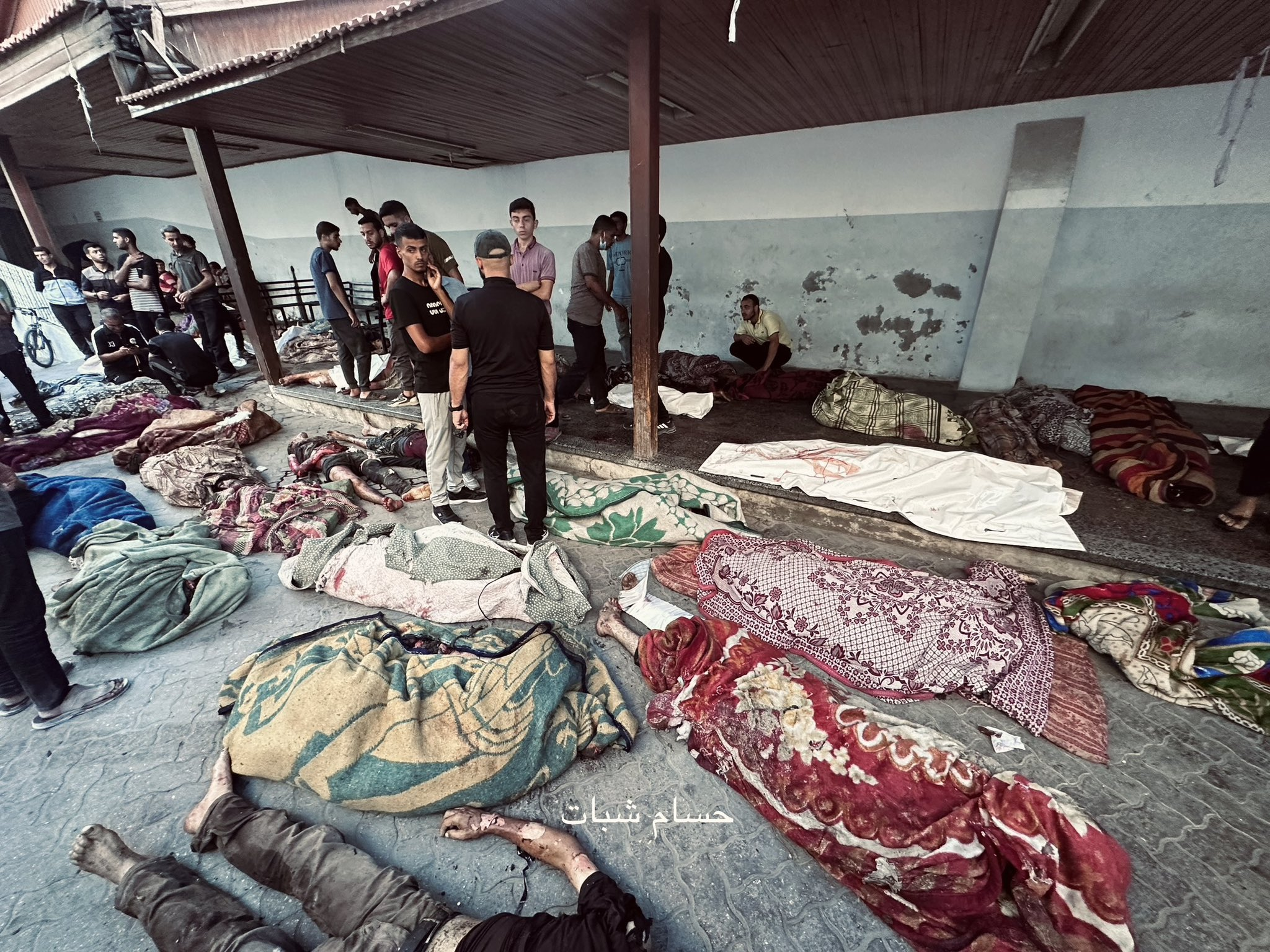
Oběti masakru ve škole Al-Tabieen způsobeném izraelskou armádou 10. října 2024, při kterém bylo zabito nejméně 80 Palestinců

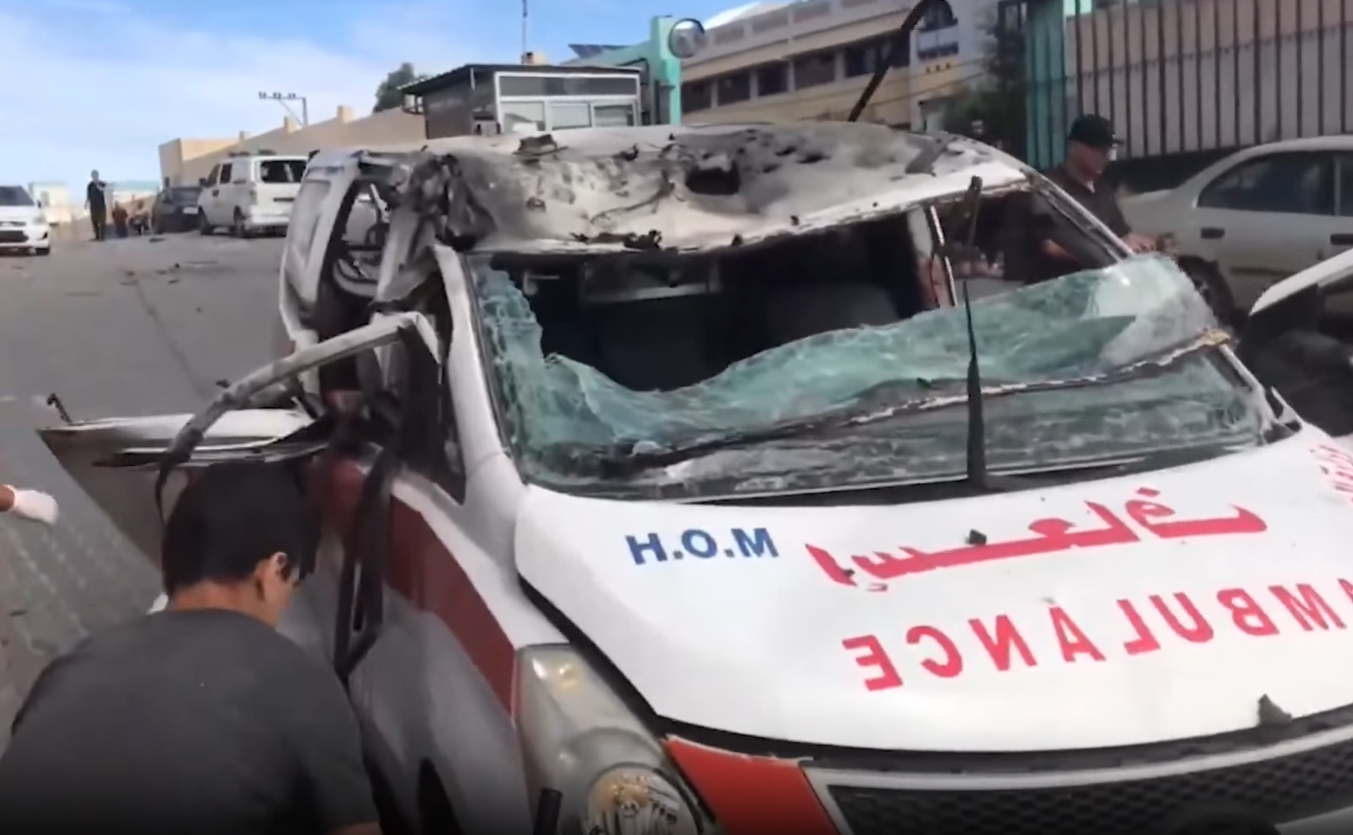
Sanitka provozovaná Palestinskou společností Červeného půlměsíce v Chán Júnis v Pásmu Gazy poté, co byla těžce poškozena izraelským vojenským náletem. Podle zprávy byla sanitka v době útoku před nemocnicí Násir a převážela tři zraněné osoby.

### Zabíjení civilistů
Během prvních dvou měsíců bombardování Izrael shodil na pásmo Gazy 25 000 tun výbušnin. Mnohé z nich byly neřízené „hloupé bomby“ svržené v hustě obydlených oblastech a vyhladily celé čtvrti.
Časopisy +972 a Local Call s odvoláním na několik izraelských armádních a zpravodajských důstojníků působících ve válce v Gaze uvedly, že podle dvou zdrojů se IOS v prvních týdnech války rozhodly povolit zabití 15 až 20 civilistů na každého nepřátelského bojovníka s nižší hodností, zatímco pro bojovníky s vyšší hodností, jako je velitel brigády nebo praporu, bylo povoleno zabití více než 100 civilistů. Jeden zpravodajský důstojník také řekl, že Izrael neměl zájem zabíjet palestinské bojovníky, když byli zapojeni do vojenské činnosti nebo ve vojenské budově, ale jako první možnost je raději „bez váhání“ bombardoval v jejich rodinných domech a vysvětlil, že „je mnohem snazší bombardovat rodinný dům“, který je snazší lokalizovat a zaměřit. Jiný zpravodajský důstojník řekl, že při zaměřování na bojovníky s nižší hodností Izrael použil pouze hloupé bomby, které mohou zničit celé budovy, aby „neplýtval drahými bombami na nedůležité lidi“.
Koncem března bylo oznámeno, že Izrael si určil neoznačené „vražedné zóny“ v Gaze, kde budou civilisté při spatření ihned zastřeleni. V červnu 2024 vyšetřování agentury Associated Press zjistilo, že izraelská kampaň v Gaze zabíjela do „dosud nevídané míry“ celé pokrevní linie palestinských rodin.
V dubnu 2024 byly nalezeny hromadné hroby obsahující mrtvoly se svázanýma rukama. Mezi mrtvolami byly ženy a starci.
Expertka OSN na lidská práva Francesca Albanesová připravila pro OSN zprávu, v níž uvádí, že existují „rozumné důvody se domnívat“, že Izrael provádí genocidu v Gaze, a na tomto základě obhajovala globální zbrojní embargo. Řekla, že genocidní akce zahrnovaly „zabíjení členů skupiny; způsobení vážné tělesné nebo duševní újmy členům skupiny; a záměrné způsobování takových životních podmínek skupiny, jejichž cílem je způsobit její úplné nebo částečné fyzické zničení“ a zdůraznila, že 70 % zabitých byly ženy a děti a že Izrael nedokázal prokázat, že 30 % dospělých mužů byli bojovníci Hamásu.

V květnu 2025 ministr financí Becal'el Smotrič prohlásil, že Izrael se zaměřuje na civilní pracovníky Hamásu, a řekl: „Likvidujeme ministry, byrokraty, manipulátory s penězi – všechny, kdo drží civilní vládu Hamásu u moci.“

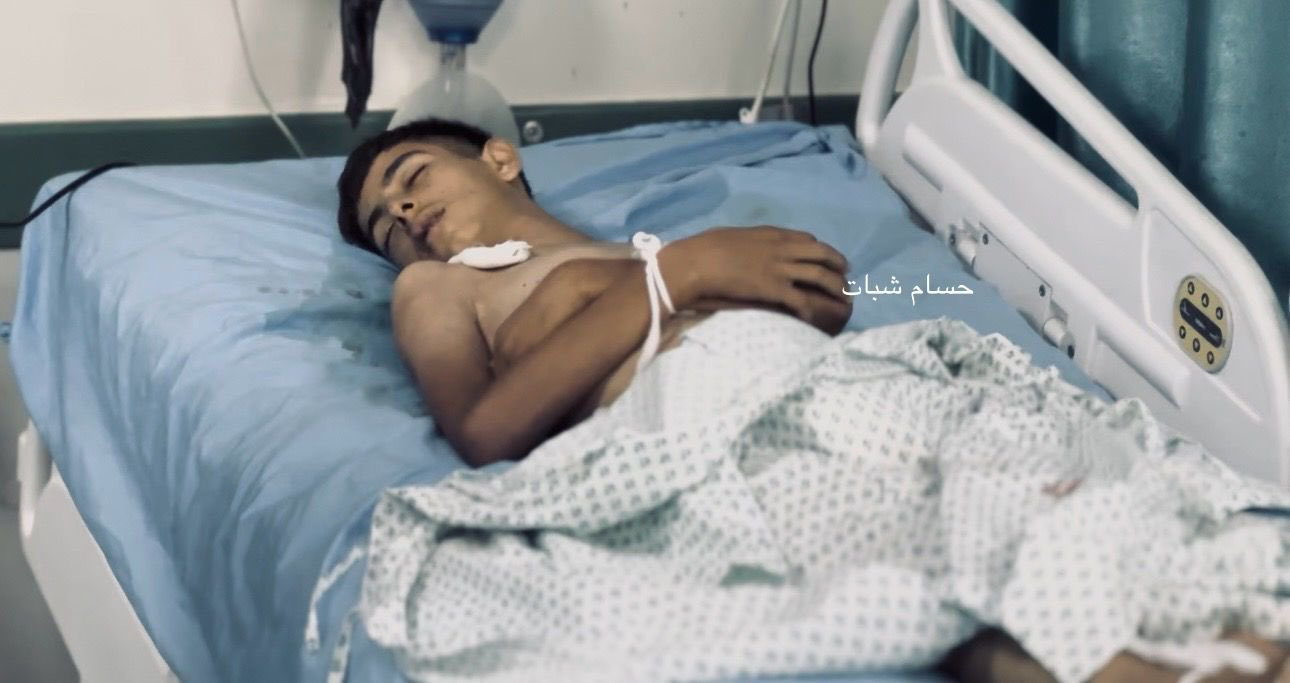
Mohamed Assaf, oběť hladomoru a humanitární krize v Pásmu Gazy (červenec 2024)

### Hladovění a blokáda Pásma Gazy
Dne 26. února 2024 vydaly Human Rights Watch a Amnesty International prohlášení, že Izrael nevyhověl rozhodnutí Mezinárodního soudního dvora ze dne 26. ledna zabránit genocidě blokováním dodávek pomoci do Gazy. Obě prohlášení odkazují na 16 let trvající blokádu Pásma Gazy, která od 9. října zesílila. Zpráva organizace Refugees International zjistila, že Izrael „důsledně a bezdůvodně bránil humanitární pomoci v Gaze“. Historička Melanie Tanielianová tvrdí, že hladovění, hladomor a blokáda by měly být v popředí jako metody genocidy spolu s masovým bombardováním. Odkazuje se na výzvu A. Dirka Mosese neignorovat méně okázalé formy násilí při ničení populací a zdůrazňuje četné další genocidy, kde byly jako metody ničení použity hladomor a hladovění. V dubnové zprávě Be-celem nazval rozvíjející se hladomor „produktem promyšlené a vědomé izraelské politiky“. V říjnu 2023 Světový potravinový program varoval před zmenšujícími se zásobami potravin v Gaze a v prosinci spolu s Organizací spojených národů oznámil, že více než polovina obyvatel Gazy „hladoví“, více než devět z deseti lidí nejí každý den a 48 % trpí „extrémním hladem“. Palestinský ministr zahraničí Rijád al-Málikí, který je součástí palestinské samosprávy, řekl, že Izrael používá hladovění jako zbraň: „hladoví kvůli tomu, že Izrael záměrně používá hladovění jako válečnou zbraň proti lidem, které okupuje“. Izraelský úředník obvinění odmítl. V prosinci 2023 Human Rights Watch podobně zjistila, že Izrael používá hladovění jako zbraň, když záměrně odpírá přístup k potravinám a vodě. Dne 16. ledna 2024 experti OSN obvinili Izrael ze „zničení potravinového systému Gazy a používání potravin jako zbraně proti palestinskému lidu“.
Profesor práva a zvláštní zpravodaj OSN pro právo na jídlo Michael Fakhri uvedl, že Izrael je „vinen“ genocidou, protože „Izrael oznámil svůj záměr zničit palestinský lid, zcela nebo zčásti, jednoduše proto, že jsou Palestinci“ a protože Izrael odpíral jídlo Palestincům zastavením humanitární pomoci a „úmyslným“ ničením „malých rybářských plavidel, skleníků a sadů v Gaze (…) Nikdy jsme neviděli civilní obyvatelstvo, které by tak rychle a úplně hladovělo, na tom existuje shoda mezi odborníky na hladovění, Izrael se nezaměřuje pouze na civilisty, ale snaží se zničit budoucnost palestinského lidu tím, že ubližuje jejich dětem.“ Od rozsudku ICJ se počet nákladních vozidel přivážející humanitární pomoc, kterým Izrael povolil vjezd do Gazy, snížil o 40 %. V březnovém potvrzení prozatímních opatření ICJ soud zdůraznil „bezprecedentní úroveň potravinové nejistoty, kterou Palestinci v Pásmu Gazy v posledních týdnech zažívali, a také rostoucí rizika epidemií“, a uznal, že od lednového nařízení soudu došlo k „nedostatku dodržování pravidel Izraelem“, což mělo za následek další zhoršení „katastrofických životních podmínek“.
Dne 11. března 2024 podepsalo 12 izraelských organizací pro lidská práva otevřený dopis, v němž obviňuje Izrael z nerespektování rozhodnutí Mezinárodního soudního dvora s cílem zabránit genocidě tím, že usnadní dodávky humanitární pomoci. V dubnu zvláštní zpravodajka OSN pro právo na zdraví Tlaleng Mofokengová řekla, že je zřejmé, že Izrael „zabíjí a svým bombardováním působí nenapravitelné škody palestinským civilistům“ a dodala: „Také vědomě a záměrně nastolují hladomor, dlouhodobou podvýživu a dehydrataci“ a obviňuje Izrael z „genocidy“.
Dne 21. listopadu 2024 vydal Mezinárodní trestní soud zatykače na izraelského premiéra Benjamina Netanjahua a bývalého ministra obrany Jo'ava Galanta s tvrzením, že tito dva „nesou trestní odpovědnost za válečný zločin hladovění jako způsob vedení války“.
Izrael v lednu a únoru 2025, během první fáze lednového příměří, zrušil omezení pomoci proudící do Pásma Gazy. 2. března však Izrael oznámil, že veškerá humanitární pomoc bude na dobu neurčitou zablokována, pokud Hamás nesouhlasí se změnou podmínek dohody o příměří, což Hamás odmítl udělat. Během čtyř dnů od rozhodnutí se zásoby potravin v Pámu Gazy rychle vyčerpaly a ceny potravin se více než zdvojnásobily. Humanitární organizace jako Oxfam a UNICEF varovaly před masovým hladověním, pokud bude zmrazení pomoci pokračovat. Vedoucí politické rady Oxfamu Bushra Khalidi předpověděla „úplný kolaps systémů, které udržují život“. Právník a aktivista za lidská práva Salah Abdel-Ati uvedl, že izraelské jednání je nezákonné podle Protokolu I Ženevských úmluv, který zakazuje ničení nebo zadržování základních potřeb, jako jsou potraviny, v bojových zónách.

V květnu 2025 Netanjahu oznámil poté, co na dva a půl měsíce zablokoval dovoz všech potravin, léků a pohonných hmot, že Izrael povolí vstup do Gazy „minimální humanitární pomoci: pouze potravin a léků“. Tvrdil, že je to nezbytné pro to, aby válka mohla být nadále podporována ze zahraničí. Izrael navrhl využít soukromé společnosti k distribuci pomoci pouze na jihu Pásma Gazy. Plán podporují Spojené státy, které založily Humanitární nadaci pro Pásmo Gazy (GHF), aby poskytovala pomoc, aniž by „Hamás tuto pomoc kradl, raboval nebo zneužíval pro své vlastní cíle“. Vedoucí představitel OSN pro humanitární pomoc Tom Fletcher plán kritizoval s tím, že „nutí k dalšímu vysídlování“ a „podmiňuje pomoc politickými a vojenskými cíli“. Izraelské síly zabily mnoho Palestinců při přibližování se k centrům výdeje pomoci GHF.

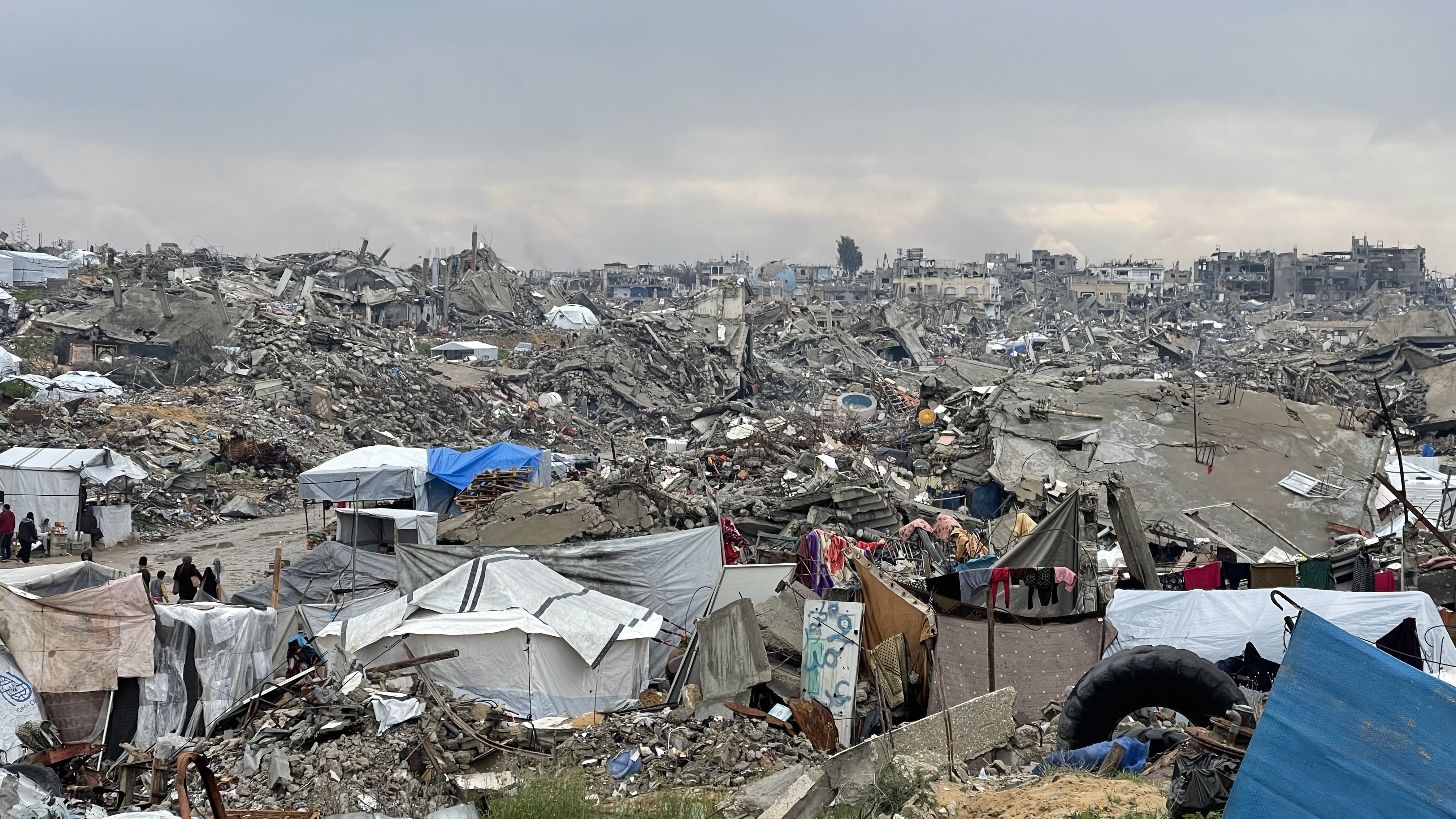
Stany v oblasti severní Gazy, které byly srovnány se zemí izraelskou armádou

### Úmyslné ničení civilní infrastruktury
Mark Levene a Elyse Semerdjian považují masové ničení infrastruktury za součást izraelské doktríny Dáhija, která je uplatňována proti Pásmu Gazy od roku 2006, přičemž Levene to nazývá urbicidou a nástrojem genocidy.
V říjnu 2024, po více než ročním sledování a analýze válečného chování Izraele v Gaze, zveřejnila organizace Forensic Architecture mapu s podrobnostmi o izraelské kampani v Gaze s názvem „Kartografie genocidy“, doprovázenou 827stránkovou textovou zprávou, která uvádí, že „Izraelské vojenská kampaň v Gaze je organizovaná, systematická a má za cíl zničit podmínky života a infrastrukturu zajišťující život.“
Ve zprávě z prosince 2024 organizace Human Rights Watch obvinila Izrael ze spáchání genocidy v Pásmu Gazy tím, že se zaměřil na vodní a hygienickou infrastrukturu a připravil Palestince o adekvátní přístup k vodě. Zpráva tvrdí, že Izrael úmyslně poškodil a zaměřoval se na solární panely napájející čistírny odpadních vod, nádrže a sklady, přičemž blokoval materiál na opravy a palivo pro generátory, přerušoval dodávky elektřiny a útočil na dělníky. Během zimy zemřelo nejméně 15 dětí na podchlazení v důsledku ničení domů a energetických zařízení Izraelem.

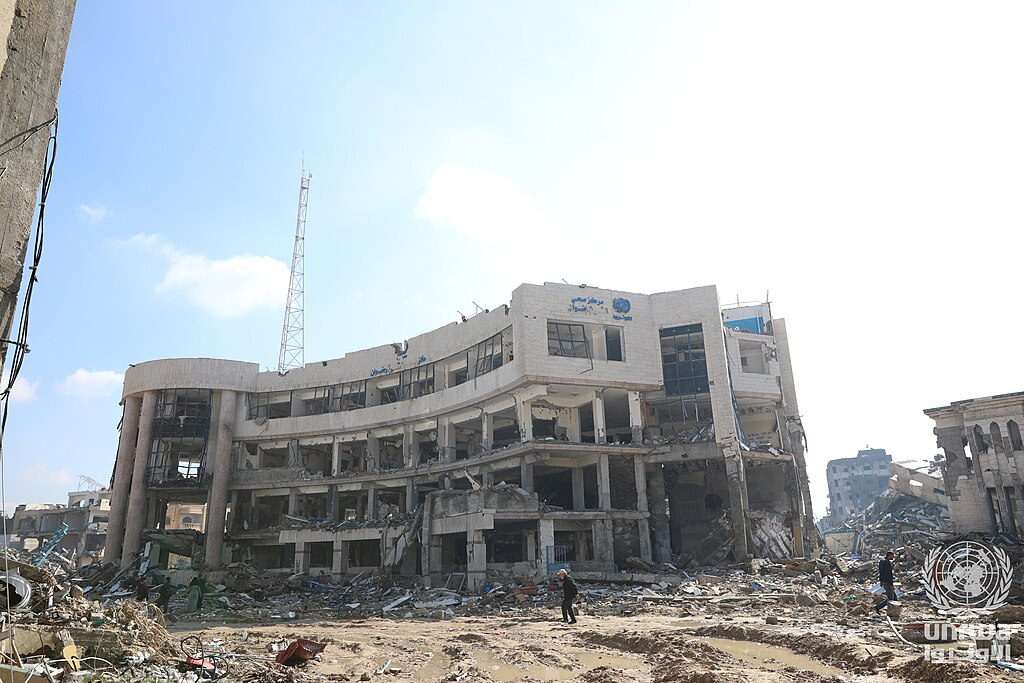
Zničení zdravotního střediska UNRWA el-Sheikh Radwan, únor 2024

### Útoky na zdravotnictví
V článcích publikovaných v listopadu 2023 v The Lancet a v únoru 2024 v časopise BMJ Global Health mnoho lékařů podrobně popsalo, jak se podle jejich odborných názorů zaměření na zdravotnickou infrastrukturu v Gaze a lékařský personál ve spojení s otevřeně genocidní rétorikou různých izraelských politiků rovná genocidě. Toto hodnocení podpořili i právní vědci. Zdravotní systém Gazy čelil několika humanitárním krizím v důsledku izraelského útoku: nemocnice čelily nedostatku paliva a začaly se zavírat do 23. října, protože jim došlo palivo. Když nemocnice úplně ztratily proud, mnoho předčasně narozených dětí na JIP zemřelo. Izraelské nálety zabily mnoho zdravotníků a byly zničeny sanitky, zdravotnická zařízení, lékařská ředitelství a nemocnice. Lékaři bez hranic oznámili, že bylo poškozeno nebo zničeno mnoho sanitek a zdravotnických zařízení včetně úmrtí zaměstnanců Lékařů bez hranic. Koncem října ministerstvo zdravotnictví Gazy uvedlo, že systém zdravotní péče „totálně zkolaboval“.

V dubnu zvláštní zpravodajka OSN pro právo na zdraví Tlaleng Mofokengová řekla: „Ničení zdravotnických zařízení pokračuje a katapultovalo do rozměrů, které dosud nebyly plně vyčísleny“ a že současná situace v Gaze „je zcela neslučitelná s právem na zdraví“.

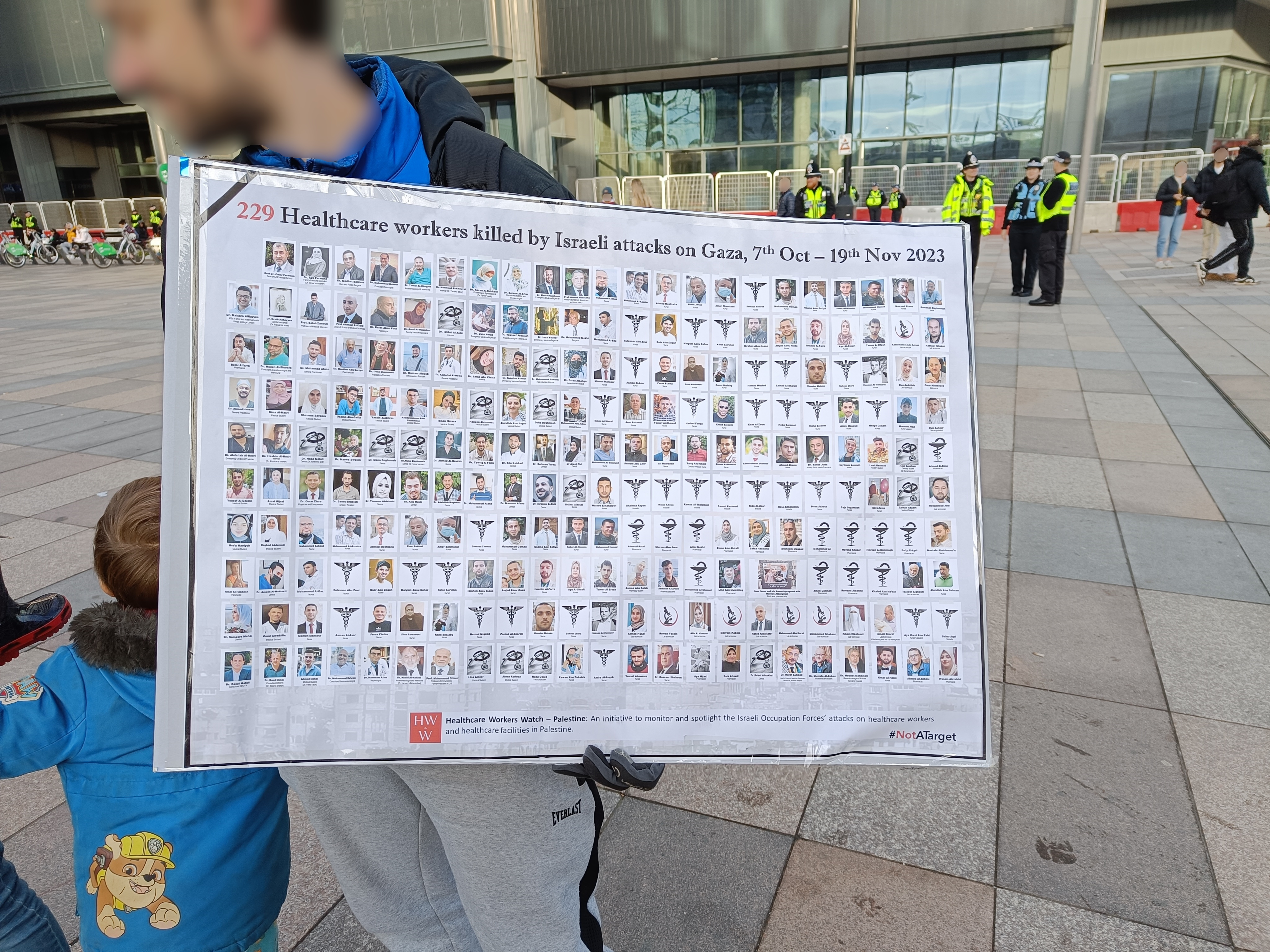
Fotografie zdravotníků zabitých v Gaze při izraelských útocích, 25. listopadu 2023

Na konci roku 2024 Úřad OSN pro lidská práva vydal zprávu, podle níž Izrael od října 2023 do června 2024 136krát zaútočil na nejméně 27 klinik a 12 dalších zdravotnických zařízení v Pásmu Gazy. Dále uvedl, že neexistují žádné spolehlivé důkazy o tom, že nemocnice byly využívány Hamásem pro vojenské účely, čímž Izrael útoky ospravedlňuje. Prokurátor Mezinárodního trestního soudu Andrew Cayley uvedl, že tvrzení o přítomnosti bojovníků Hamásu v nemocnicích v Gaze byla „hrubě přehnané” a že izraelské útoky na zdravotnické zařízení budou soudem vyšetřována později v roce 2025.
V březnu 2025 vyšetřování OSN dospělo k závěru, že Izrael spáchal genocidní činy v Gaze tím, že systematicky ničil reprodukční zdravotnická zařízení a současně bránil dodávkám potřebné medikace pro porody, těhotenství a neonatální péči, což způsobilo „nevratné“ poškození reprodukčních vyhlídek Palestinců v Gaze. Komise také zjistila, že izraelské síly úmyslně zaútočily a zničily centrum Al-Basma IVF, hlavní in-vitro kliniku pro plodnost v Gaze, která obsluhovala 2 000 až 3 000 pacientů měsíčně, včetně veškerého reprodukčního materiálu. Během vyšetřování nebyl nalezen žádný důkaz, že by budova sloužila k vojenským účelům. Komise dospěla k závěru, že zničení „bylo opatřením, které mělo zabránit porodům Palestinců v Gaze, což je genocidní čin“.

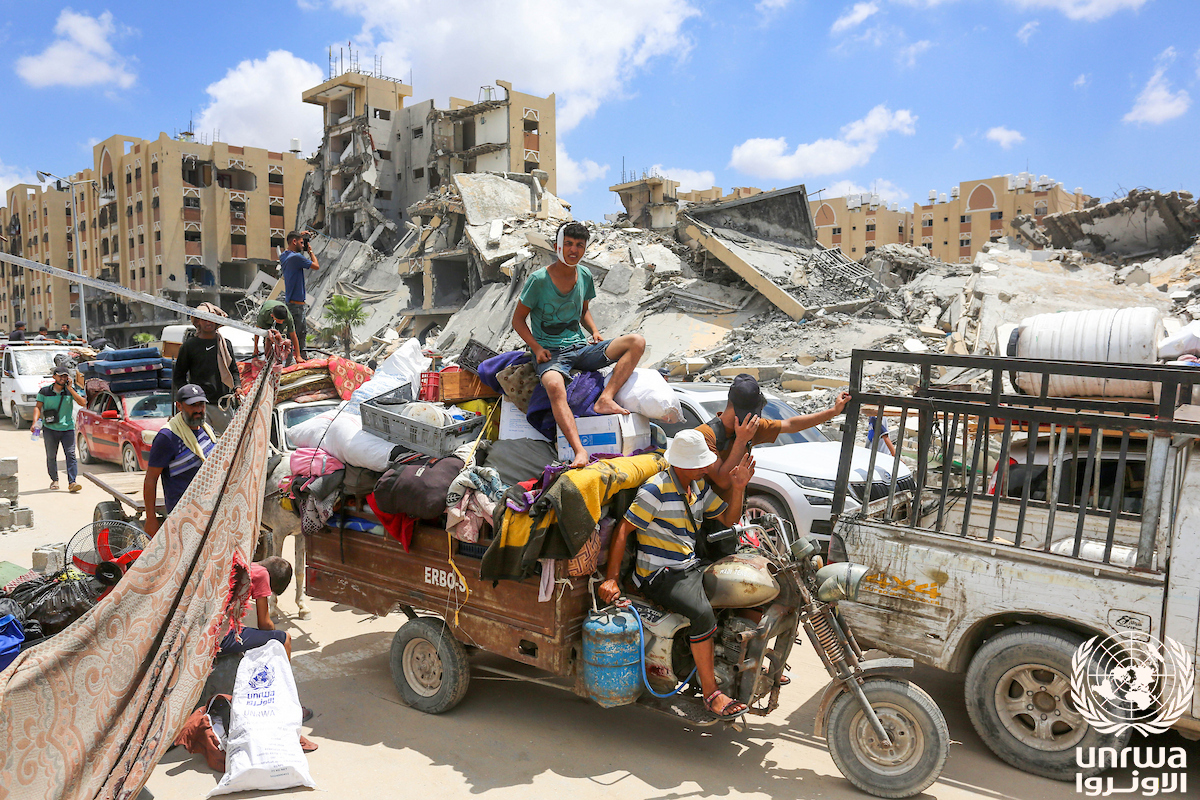
Palestinští uprchlíci byli nuceni uprchnout ze čtvrti Hamad v Chán Júnis na jihu Pásma Gazy

### Nucené vysídlení
Dne 6. října 2024 Izrael označil celou severní část Pásma Gazy za bojovou zónu a nařídil evakuaci veškerého civilního obyvatelstva. Jak izraelští vojenští analytici, tak Středisko pro lidská práva Al-Mezan uvedli, že se jedná o první fázi „Generálova plánu“, politiky navržené bývalým izraelským generálem Giorem Eilandem, aby pod trestem smrti vyhnala Palestince z Pásma Gazy.

Human Rights Watch uvádí, že izraelské systematické nucené vysídlování Palestinců v Gaze se rovná válečným zločinům a zločinům proti lidskosti. Od října 2023 izraelské příkazy k evakuaci vysídlily 1,9 milionu lidí – téměř celou populaci Gazy – prostřednictvím nejasných, nekonzistentních směrnic, často vydávaných během bombardování, takže civilisté nemají žádné bezpečné cesty nebo cíle. Humanitární zóny jako evakuační cesty al-Mawasi a dálnice Salah al-Din byly opakovaně napadány, zatímco Izrael blokoval humanitární pomoc, což vedlo k hladovění, zničené infrastruktuře a neobyvatelným podmínkám. Vysocí izraelští představitelé otevřeně deklarovali záměr zmenšit území Gazy a vytlačit Palestince, posilující politiku etnických čistek a trvalého vysídlování. Úřad OSN pro lidská práva uvedl, že Izrael může způsobit „zničení palestinského obyvatelstva v severní části Gazy zabíjením a vysídlením.“

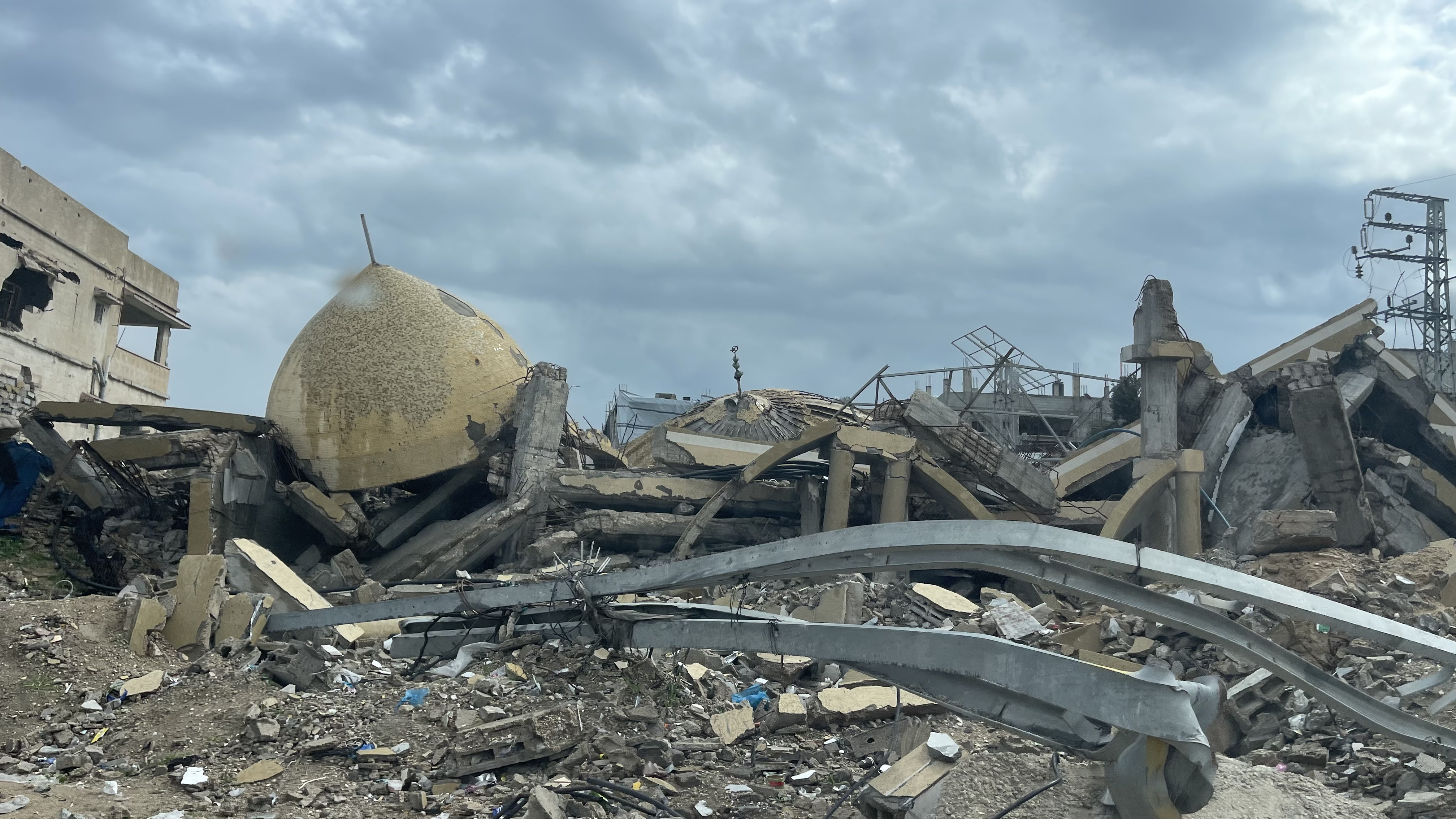
Zničená mešita v Gaze po Izraelském náletu. Izrael během války v Gaze zničil 815 mešit a 19 hřbitovů

### Ničení kulturních, náboženských a vzdělávacích míst
Amnesty International ve svém vyšetřování uvádí, že „zatímco zničení historického, kulturního a náboženského dědictví není považováno za zakázaný čin podle Úmluvy o genocidě, ICJ stanovil, že takové zničení může poskytnout důkaz o úmyslu fyzicky zničit skupinu, je-li provedeno záměrně.“
IOS byly obviněny z použití nadměrné síly proti desítkám škol a nemocnic; krádeže; kruté a zbytečné znesvěcení a mrzačení zesnulých Palestinců; a nerozlišování nebo neadekvátní rozlišování mezi silami Hamásu a civilisty. Cílení a ničení různých kulturních a vzdělávacích míst byly rovněž označeny za genocidní akce. Použití nekonvenčních zbraní, jako je bílý fosfor bylo zdůrazněno jako genocidní akt.
Dne 18. dubna 2024 odsoudili experti OSN v Ženevě Izrael za jeho „scholasticidu“ (zamýšlené hromadné ničení vzdělání na konkrétním místě) v pásmu Gazy a zjistili, že Izrael zničil více než 80 % škol, zabil 5 000 studentů, 261 učitelů a desítky univerzitních profesorů.
Amnesty identifikovala nejméně čtyři případy, kdy neexistovala „žádná naléhavá vojenská nutnost“ pro záměrné zničení kulturních a náboženských míst v Gaze. Jednalo se o zničení kampusu Al-Mughraqa univerzity Al-Azhar ve městě Gaza, kampusu Al-Zahra univerzity Israa, mešity Al-Dhilal a přilehlého hřbitova Bani Suheila v Chán Júnis a mešity Al-Istiqlal v Chán Júnis. Amnesty poukázala na postoje a chování izraelských vojáků, kteří se podíleli na demolicích těchto míst, ve videích zveřejněných na sociálních sítích jako důkaz, že tyto akce prokázaly genocidní záměr. Amnesty ve své zprávě také zaznamenala celkový objem ničení kulturních, historických a náboženských míst Gazy, včetně ústředních archivů Gazy a řady archeologických nalezišť, muzeí a památek. Amnesty nebyla v době zprávy schopna ověřit zákonnost útoků na tyto místa.

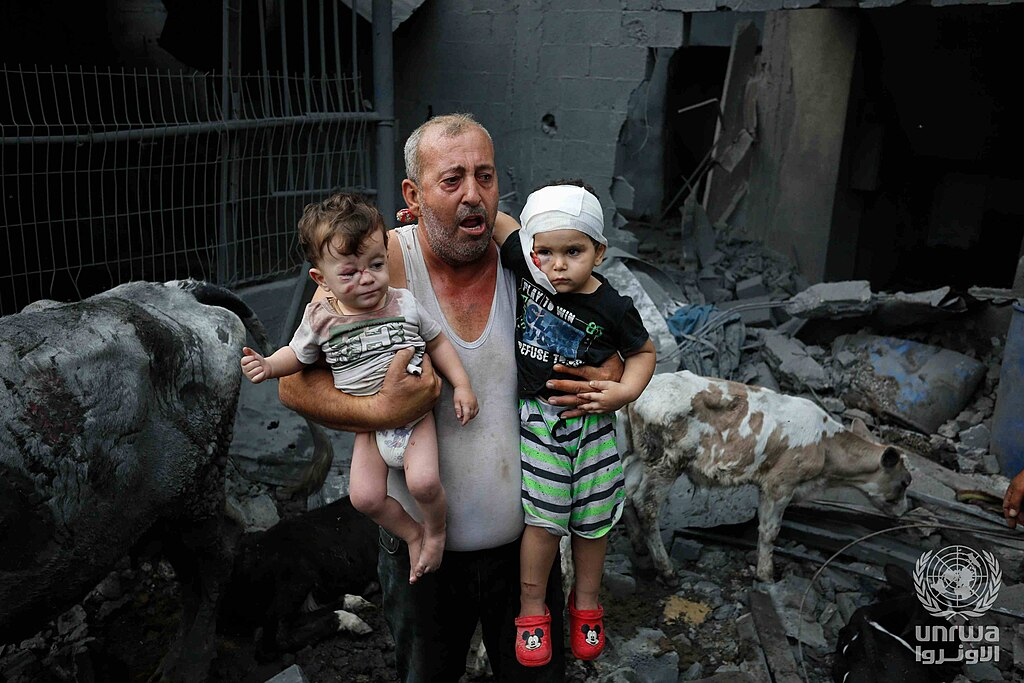
Palestinský uprchlík nese svá zraněná vnoučata po izraelském bombardování uprchlického tábora Nuseirat v Pásmu Gazy

### Těžké újmy na fyzickém a duševním zdraví
Izrael byl obviněn z bezohledného hromadného zatýkání a zadržování; mimosoudní zabíjení neozbrojených palestinských zadržených, lékařů a dělníků; vyhrožování zmrzačením, smrtí, žhářstvím a znásilněním; a mučení Palestinců zadržených bez právního obvinění.
V srpnu 2024 Úřad vysokého komisaře OSN pro lidská práva (OHCHR) oznámil, že obdržel svědectví od Palestinců vězněných v detenčním táboře Sde Teiman o znásilnění a sexuálním napadení zadržených. Lemkinův institut považuje tuto a další podobné zprávy za svědčící o „sexualizovaném násilí během genocidy“, tedy sexuálním násilí používaném ke zničení skupiny.
K 25. srpnu 2024 OSN odhadovala, že většina z 2,2 milionu obyvatel Gazy byla uvězněna v humanitární oblasti o rozloze zhruba 40 čtverečních kilometrů, což způsobilo přelidnění v této oblasti a kritický nedostatek základních služeb, jako je čistá voda. Kvůli tomu se mezi populací hromadně šíří nemoci, jako je Hepatitida C.
Počet zraněných od 7. října 2023 v důsledku akcí izraelské armády je vyšší než 100 000, a Gaza má nejvíce amputovaných dětí na obyvatele na světě.
Ve své zprávě z prosince 2024 Amnesty International napsala, že vzorec zneužívání v izraelských věznicích „podtrhuje systematickou dehumanizaci a psychické a fyzické zneužívání Palestinců v Gaze a lze jej také vzít v úvahu s cílem odvodit genocidní úmysl z daného vzorce chování.“
K únoru 2025 bylo v Izraeli zadržováno nejméně 160 zdravotnických pracovníků z Gazy, přičemž dalších 24 se po převozu z nemocnic v Gaze pohřešuje. Ředitel nemocnice Šífa Mohammed Abu Selmia, který byl 7 měsíců zadržován a propuštěn bez obvinění, popsal mnoho případů zneužívání, kterým čelil, a řekl, že „neprojde den bez mučení“ v izraelských věznicích.

## Akademický a právní diskurz
Koncem roku 2023 oznámila Canadian Broadcasting Corporation, že „Rostoucí počet akademiků, právních vědců a vlád obviňuje izraelskou vládu z provádění genocidy proti Palestincům v Gaze.“ Právnička pro lidská práva Susan Akramová v komentáři ke zprávě a k odporu vůči označování izraelských akcí za genocidu řekla: „Opozice je politická, protože existuje konsensus mezi mezinárodní právnickou komunitou v oblasti lidských práv, mnoha dalšími právními a politickými experty, včetně mnoha expertů holokaustu, že Izrael páchá genocidu v Gaze“.
Zatímco Izrael a jeho podporovatelé, včetně USA, toto obvinění odmítají, „rostoucí seznam odborníků na genocidu a odborníků na mezinárodní právo“ používá slovo genocida k popisu izraelských akcí. Zpráva Amnesty International z prosince 2024 „přidává vlivný hlas k rostoucímu seznamu organizací, kteří obvinili Izrael ze spáchání genocidy“, odrážející, jak „skupiny pro lidská práva a mezinárodní právníci stále více věří, že její činy v Gaze představují genocidu podle zúžené definice přijaté v roce 1948.“ Profesor práva Adil Ahmad Haque řekl, že zpráva popisuje závažná porušení mezinárodního humanitárního práva, že Amnesty „správně aplikuje stávající právo“ a že „právní závěry Amnesty lze plně posoudit pouze ve světle jejích rozsáhlých skutkových zjištění, která by si čtenáři měli pečlivě prozkoumat.“. Po zprávě Amnesty se Human Rights Watch stala „dalším mezi rostoucím počtem kritiků, kteří obvinili Izrael z genocidních činů“ v Gaze.

### Názory expertů na holokaust a genocidy

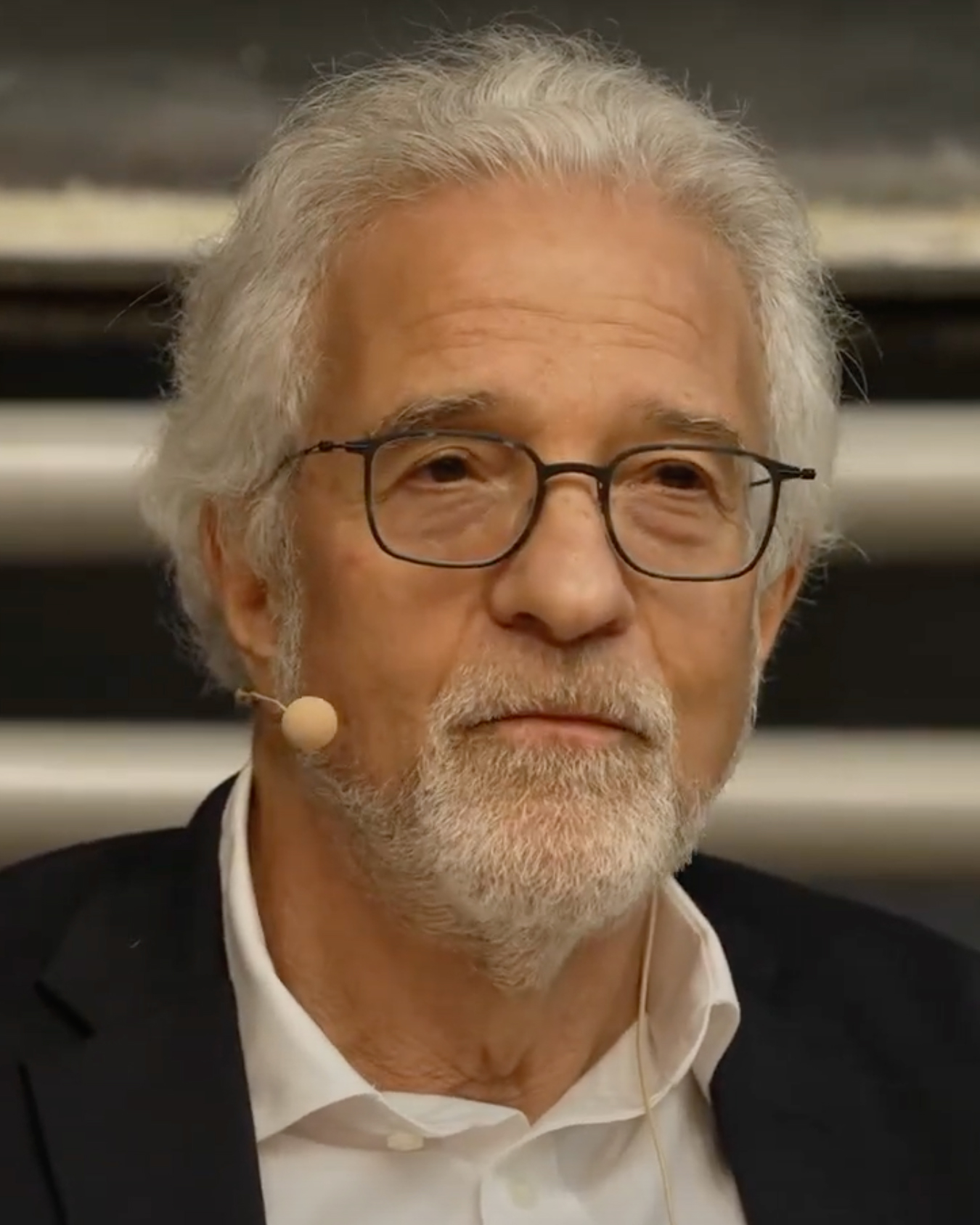
Omer Bartov, přední izraelský badatel holocaustu a genocid, který rozsáhle psal o izraelských akcích v Pásmu Gazy

Názory expertů zabývajících se studiem holocaustu a genocid vyjádřené koncem roku 2023 se lišily. Koncem roku 2024 deník The Guardian informoval o pokračujícím rozkolu v oboru, kdy se „mnozí drželi stranou“. Izraelský historik Raz Segal, který izraelské činy na začátku označil za „učebnicový případ genocidy“, pro tento deník uvedl, že válka „prohloubila základní trhlinu, která komunitu dlouhodobě rozděluje“.[rozpor] V květnu 2025 nizozemské noviny NRC napsaly, že přední badatelé zabývající se genocidou jsou „překvapivě jednomyslní“ v tom, že Izrael páchá genocidu. Profesor historie na univerzitě v Utrechtu Uğur Ümit Üngör NRC řekl, že „propast mezi historiky holocaustu a jejich kolegy, kteří se na genocidu dívají v širším kontextu, se zmenšuje“.
Jiní akademici také označili izraelské útoky na infrastrukturu, jídlo a vodu za genocidní. Dne 19. října 2023 zaslalo 100 organizací občanské společnosti a šest vědců zabývajících se genocidou prokurátorovi Mezinárodního trestního soudu Karimu Khanovi dopis, v němž jej vyzvali, aby vydal zatykače na izraelské představitele pro případy, které již prokurátor projednával; zahájil vyšetřování nových zločinů spáchaných na palestinských územích, včetně podněcování ke genocidě od 7. října; vydával preventivní prohlášení proti válečným zločinům a připomenul všem státům jejich závazky podle mezinárodního práva. V dopise uvedli, že prohlášení izraelských představitelů prokázala „jasný úmysl spáchat válečné zločiny, zločiny proti lidskosti a podněcování ke genocidě, přičemž k popisu Palestinců používají dehumanizující jazyk“. Dokument podepsali experti na genocidu Raz Segal, Barry Trachtenberg, Robert McNeil, Damien Short, Taner Akçam a Victoria Sanfordová.
V rozhovoru 3. listopadu 2023 na MSNBC Omer Bartov, izraelsko-americký historik, expert na genocidu a holokaust, řekl: „možnost genocidy nám hledí do tváře“ a 10. listopadu 2023 napsal: „Nejvíc mě znepokojuje sledovat vývoj války mezi Izraelem a Gazou, existuje tu genocidní záměr, který může snadno vyústit v genocidní akci.“ V reakci na Bartovův článek skupina pěti vědců zabývající se holokaustem, uznala za „opovrženíhodné výroky izraelských představitelů, které nelze ignorovat“, ale uvedla, že taková prohlášení učinilo jen několik úředníků a odůvodnilo je poukazem na zločiny Hamásu. Těchto pět vědců tvrdilo, že dehumanizující jazyk „není důkazem genocidního záměru“. Bartov později uvedl, že od května 2024 „již nelze dále popírat, že Izrael je zapojen do systematického páchání válečných zločinů, zločinů proti lidskosti a genocidních akcí” a dále poznamenal, že je jen velmi málo lidí v Izraeli, (kromě Palestinců) kteří jsou ochotni přijmout tento pohled. V listopadu 2024 Bartov označil nedávné operace v Džabálii za „nehanebně genocidní“.
Sociolog a odborník na genocidy Martin Shaw argumentoval, že termín „genocida“ byl málo používán, protože si státy přejí „vyhnout se odpovědnosti za ‚předcházet a trestat‘“, kterou jim úmluva ukládá; navíc, tvrdil, existuje „zvláštní averze k vyšetřování jeho důsledků pro chování Izraele. Západní státy ho nadále chrání z nesprávného přesvědčení, že Židé, kteří byli hlavními historickými oběťmi genocidy, přece nemohou být také jejími pachateli.“ Shawův článek v Journal of Genocide Research „Nevyhnutelně genocida“ z ledna 2024 poznamenal, že zatímco aplikace rámce genocidy na Palestinu, slovy jednoho komentátora, „obvykle vyvolávala fanatický odpor“, tak povaha izraelského útoku na Gazu „představovala strategickou volbu“ spíše než neúmyslný následek, a proto je termín genocida oprávněný a nevyhnutelný.
Victoria Sanfordová, profesorka na City University of New York, přirovnala události v Gaze k zabití a zmizení 200 000 Mayů v Guatemale v letech 1960–1996, známé jako guatemalská genocida. Sanford a učenci holokaustu a genocidy Barry Trachtenberg a John Cox popsali podobnosti mezi prohlášeními izraelských vládních úředníků a ministrů a prohlášeními učiněnými během genocidy v Guatemale, Rwandě, Bosně, Dárfúru, severním Iráku a Myanmaru.
Shmuel Lederman nazval izraelské akce genocidním násilím, nepoužívá však termín „genocida“, čímž kritizuje zjednodušení záměru v tomto termínu. Lokalizuje situaci v Gaze v rámci dlouhé a pokračující historie útlaku, včetně masového sledování, kolektivních trestů, omezení cestování a práce a osadnickému kolonialismu. Cituje diskuse socioložky Evy Illouzové o Gaze a tvrzení obhájce lidských práv Rabea Eghbariaha, že Izrael provádí genocidu, aby zdůraznil, že i specialisté používající stejný rámec analýzy (konvence OSN o genocidě) s ním mohou nesouhlasit. Lederman byl kritizován za to, že necitoval analýzu specializovaných expertů na genocidu, zda existuje neshoda ohledně toho, zda Izrael provádí genocidu.
Obvinění, že Izrael páchá genocidu, je popíráno obviněním z antisemitismu. Antropolog a sociolog Didier Fassin uvedl tři rétorické formace, které se dle něj opakovaně objevují: 7. říjen 2023 je prezentován jako začátek událostí, předchozí historie je ignorována; hyperbolická tvrzení, jako je označení událostí ze 7. října „novým holokaustem“; a překrucování, kdy jsou akce podniknuté v Gaze zpochybňovány a podle něj často opakující se tvrzení, že Izrael má „nejmorálnější armádu na světě“.[chybí lepší zdroj] Historik holocaustu Tal Bruttmann, sociolog Luc Boltanski, and další kritizovali Fassinovu argumentaci.
Židovský historik holokaustu Amos Goldberg řekl, že akce Izraele v Gaze vykazují všechny prvky genocidy, přičemž citoval explicitní záměry vysokých úředníků, rozsáhlé podněcování a všudypřítomnou dehumanizaci Palestinců v izraelské společnosti. Řekl také: „Ano, je to genocida“ o izraelských akcích v Gaze. V rozhoboru Golberg uvedl, že „To, co se děje v Gaze, je genocida, protože Gaza již neexistuje”.
Odborník na genocidy Mark Levene aplikoval analýzu A. Dirka Mosese, že „absolutní sekuritizace se hodí ke kolektivnímu zacílení na lidské skupiny, přesněji na civilisty, bez ohledu na etnos nebo genos“. V lednu 2024 Levene napsal, že izraelské akce jsou podle něj přinejmenším etnickými čistkami. Mimo jiné vycházel z politického dokumentu izraelského ministerstva zpravodajských služeb pro násilný a trvalý přesun všech Gazanů, podporovaný Netanjahuovou vládou. Levene také tvrdil, že izraelské akce a prohlášení jeho politiků a úředníků ukazují, že se podílí na genocidě.
Historici holocaustu Norman J. W. Goda a Jeffrey Herf odmítají tvrzení, že Izrael páchá genocidu, a považují je za taktiku delegitimizace Izraele jako státu.

### Názory expertů na Blízký východ
V březnu 2024 vydala Asociace pro studium Blízkého východu prohlášení odsuzující „zrychlující se rozsah genocidního násilí páchaného na palestinském obyvatelstvu Gazy“ a zároveň uvedlo, že chování Izraele představuje kulturní genocidu.
Sociolog a odborník na genocidu Uğur Ümit Üngör považuje izraelský útok na Gazu v roce 2023 za pokračování historie „asymetrických mocenských vztahů a ničivých postojů vůči civilistům“. Izraelské akce nazývá „neomylně kontragenocidní, pokud jde o kvantitu, kvalitu a dynamiku masového násilí“. Americký politolog Norman Finkelstein tvrdil, že popis Palestinců jako „Amáleka“ izraelským premiérem Benjaminem Netanjahuem byl výzvou ke genocidě; a obvinil Izrael ze zapojení do „genocidní války“.
Britsko-izraelský historik Ilan Pappé řekl: „To, co nyní vidíme, jsou masakry, které jsou součástí genocidního impulsu, jmenovitě zabíjet lidi, aby se snížil počet lidí žijících v Gaze.“ Historik Yoav Di-Capua mapuje historii rostoucí genocidní ideologie mezi židovskou náboženskou komunitou Hardal a identifikuje Smotriče a Ben Gvira jako politiky, kteří usilují o přijetí této ideologie jako národní politiky a využívají válku mezi Izraelem a Hamásem k realizaci svých plánů.
Průzkum americké neziskové organizace Brookings provedený od 23. května do 6. června 2024 se ptal 758 vědců a expertů na Blízký východ (většinou ze Spojených států), „Jak byste definovali současné vojenské akce Izraele v Gaze?“ Odpovědi byly následující:
- závažné válečné zločiny podobné genocidě – 41 %
- genocida – 34 %
- závažné válečné zločiny, které se však nepodobají genocidě – 16 %
- neoprávněné činy, ale nikoli závažné válečné zločiny – 4 %
- odůvodněné jednání v rámci práva na sebeobranu – 4 %
- nevím – 2 %.

### Názory expertů na mezinárodní právo
V prosinci 2023 Luis Moreno Ocampo, bývalý hlavní žalobce Mezinárodního trestního soudu, řekl katarské televizní stanici Al-Džazíře, že izraelské obléhání Gazy bylo formou genocidy kvůli uvalení takových životních podmínek, které by vedly ke smrti Palestinců. V lednu 2024 řada prominentních Izraelců, zastoupených právníkem pro lidská práva Michaelem Sfardem, zaslala izraelskému generálnímu prokurátorovi a státnímu zástupci otevřený dopis s podrobnostmi o příkladech „diskurzu o zničení, vyhnání a pomstě“. Signatáři tvrdili, že izraelské soudnictví ignorovalo tato podněcování ke genocidě v Gaze.
Právník William Schabas napsal v lednu 2024: „Je mi stále jasnější, že cílem Izraele není porazit Hamás, ale spíše vykořenit nebo vymazat obyvatelstvo Gazy.“ V červnu 2024 Schabas řekl, že ze všech nedávných případů genocidy projednávaných u Mezinárodního soudního dvora byl případ předložený Jihoafrickou republikou nejsilnější, s odkazem na zničení infrastruktury Gazy a prohlášení politiků v Izraeli, že obyvatelé Gazy nejsou lidé resp. jsou „lidská zvířata“ a že jim Izrael odepře elektřinu, vodu a lékařskou péči.
V rozhovoru z května 2024 bývalý ředitel ACLU a spoluzakladatel Human Rights Watch Aryeh Neier popsal, jak blokování pomoci Izraelem a následné hladovění obyvatel Gazy svědčí o genocidě. Barry Trachtenberg, profesor na Wake Forest University, řekl: „To, co Izrael dělá od 7. října, je zjevně silným porušení mezinárodního práva – Úmluvy o genocidě a Ženevské úmluvy o válce.“ Společná zpráva University Network for Human Rights a Boston University School of Law zjistila, že „Izrael se dopustil genocidních činů, jmenovitě zabíjení, vážného ubližování a způsobování životních podmínek, které byly kalkulovány a zamýšleny k fyzickému zničení Palestinců v Gaze“. V květnu právní vědec Nimer Sultany zhodnotil a podpořil hodnocení výzkumné organizace Forensic Architecture, že izraelská „humanitární opatření” jen dokazovala „humanitární násilí”[ujasnit] a ve skutečnosti napomáhala genocidním činům.
V dubnu 2024 německý právní vědec Stefan Talmon řekl Süddeutsche Zeitung, že Izrael nepáchal genocidu v Gaze, ale připustil, že Izrael spáchal válečné zločiny. Profesorka mezinárodního práva Sabine Swoboda také tvrdila, že ačkoli Izrael mohl porušit mezinárodní právo, nespáchal genocidu, protože jeho záměr nebyl genocidní. V lednu 2024 právník Eugene Kontorovich označil obvinění z genocidy za „naprosto absurdní“ a „frašku“ a vyzval Izrael, aby v reakci na případ Jižní Afriky okamžitě ukončil akceptaci jurisdikce ICJ. Právník Eli Rosenbaum v tiskové zprávě v New York Daily News ze srpna 2024 napsal, že akce Izraele v Gaze nejsou genocidní, ale ve skutečnosti se snaží „zabránit genocidě“ Hamásu.
V prosinci 2023 Kai Ambos, profesor mezinárodního a trestního práva v Göttingenu a soudce Kosovského zvláštního tribunálu, varoval, že potenciálně genocidní prohlášení politiků, i když jsou potenciálně přínosná pro prokázání konkrétního záměru, nemohou být nutně aplikována na hodnocení vojenských rozhodnutí. V lednu 2024 Christian Walter, profesor veřejného práva a mezinárodního práva veřejného na Mnichovské univerzitě, argumentoval v blogu Verfassungsblog, že rozsah škod na civilistech a infrastruktuře není přesvědčivý a že pokusy o evakuaci civilistů ukazují proti genocidnímu záměru.
Marco Sassoli a Oliver Diggelmann, profesoři mezinárodního práva v Ženevě a Curychu, v květnu 2024 tvrdili, že i když některá prohlášení politiků mohou být genocidní, totéž neplatí o akcích izraelské armády; Diggelmann se domnívá, že odsouzení za genocidu je nepravděpodobné. Andreas Müller, profesor mezinárodního práva v Basileji, uvedl, že termín genocida se používá jako termín kritiky namísto podle jeho právní definice, a dodal, že „neexistuje dostatečný důvod pro genocidu, pokud se právní termín bere vážně“. Daniel-Erasmus Khan, profesor mezinárodního práva na Univerzitě Bundeswehru v Mnichově, v červnu prohlásil, že neexistuje žádný jasný důkaz o zvláštním záměru mezi izraelským vedením.
V projevu na London School of Economics v říjnu 2024 profesor práva v oblasti lidských práv Conor Gearty označil Izrael za genocidní a poukázal na pokračující útoky na školy a nemocnice a na nedostatek interních vyšetřování potenciálních zločinů ze strany izraelských úřadů. V dubnu 2025 advokát pro lidská práva Michael Mansfield uvedl, že „není pochyb“ o tom, že v Gaze dochází ke genocidě.
V červnu 2025 Melanie O'Brienová, docentka mezinárodního práva na Západoaustralské univerzitě a prezidentka International Association of Genocide Scholars, v rozhovoru uvedla, že podle mezinárodního práva Izrael páchá v Pásmu Gazy genocidu. O'Brienová dále poznamenala, že „v případě Gazy nemluvíme jen o posledních 18 měsících, ale také o dlouhé historii předcházející útokům ze 7. října – letech pronásledování, diskriminace, apartheidu a konfliktů.“ Poznamenala také, že „i když se uplatní právo na sebeobranu, neospravedlňuje to genocidu. Podle mezinárodního práva neexistuje žádné právní ospravedlnění genocidy.“
Podle české seniorní výzkumné pracovnice Ústavu mezinárodních vztahů Veroniky Bílkové se „diskuse nevede ani tak o tom, zda Izrael při zásahu v Gaze a obecněji svou politikou na palestinských územích porušuje mezinárodní právo – zde je vcelku nesporné, že tomu tak je. Právní komunita řeší spíše to, jak lze jednání Izraele právně kvalifikovat, zda jsou naplněny znaky apartheidu, rasové diskriminace či genocidy. V tomto jednotný názor nepanuje.”

### Ostatní
Dne 13. listopadu Jürgen Habermas, německý filozof a sociální teoretik, a tři jeho kolegové z Univerzity Johanna Wolfganga Goetheho ve Frankfurtu zveřejnili prohlášení, ve kterém uvedli, že připisování genocidního záměru izraelským akcím v Gaze bylo chybným úsudkem. Toto prohlášení vyvolalo v Německu veřejnou diskusi.
V prosinci 2023 v korespondenci zveřejněné v odborném časopisu The Lancet mnoho odborníků na mezinárodní medicínu a humanitární pomoc zopakovalo varování před rizikem genocidy a zároveň podrobně popsalo, jak izraelské blokování humanitární podpory a pomoci vedlo ke zbytečným úmrtím a jak by úmrtnost jen nadále zhoršovalo. Vyzvali signatáře Úmluvy o genocidě, aby prosadili příměří.
Bylo zveřejněno několik veřejných prohlášení z různých časopisů a akademických organizací, které varovaly před potenciální genocidou a deklarovaly opozici vůči probíhající genocidě.
Jiní, jako historici Michael Berenbaum a Polly Zavadivkerová, tvrdí, že diskuse o izraelském útoku na Gazu jako o potenciální genocidě je hrozbou pro budoucí úspěšné stíhání zločinu genocidy a hrozbou pro vědní studium holokaustu a genocidy a popis útoku jako „zapojení se do etnických čistek, válečných zločinů, zločinů proti lidskosti nebo s genocidními úmysly“ aktivně brzdí schopnost tento konflikt vyřešit.
Podle historika Enza Traversa definice genocidy podle Úmluvy o genocidě „popisuje přesně to, co se dnes děje v Gaze“. Historik holocaustu Tal Bruttmann kritizoval Traversovu analýzu a podotkl Traversovu nedostatečnou odbornost v oblasti masového násilí, Izraele, Palestiny, Hamásu nebo Palestinců.
Americký politolog a odborník na mezinárodní vztahy John Mearsheimer v lednu 2024 napsal, že zatímco se v prvních dvou měsících války domníval, že Izrael je „vinen vážnými válečnými zločiny“, jakmile v roce 2023 skončilo příměří ve válce v Gaze, „bylo mu jasné“, „že izraelští vůdci se ve skutečnosti snaží fyzicky zničit podstatnou část palestinské Gazy“.

## Právní řízení

### Řízení u Mezinárodního soudního dvora

Postoje států v řízení JAR vs. Izrael:
Jihoafrická republika
Státy podporující JAR
Státy podporující Izrael
Izrael

Jihoafrická republika zahájila řízení u Mezinárodního soudního dvora (ICJ) podle Úmluvy o genocidě, jejímž signatáři jsou jak Izrael, tak Jihoafrická republika, a obvinila Izrael ze spáchání genocidy, válečných zločinů a zločinů proti lidskosti na Palestincích v Gaze. Žádost Jihoafrické republiky byla podána podle článku IX úmluvy. Několik lidskoprávních organizací (např. Amnesty International nebo Human Rights Watch), mezinárodních organizací a dalších států (z evropských států Španělsko, Slovinsko a Irsko) tuto žalobu podpořilo.
V žádosti podané 29. prosince 2023 Jihoafrická republika tvrdila, že akce Izraele mají genocidní charakter, protože mají způsobit zničení podstatné části palestinské národní, rasové a etnické skupiny. Jihoafrická republika požádala, aby ICJ vydal na prozatímním základě (tj. před vyslechnutím podstaty žádosti) právní příkaz žádající Izrael, aby okamžitě pozastavil své vojenské operace v Gaze a proti Gaze. Rozhodnutí ve věci samé může trvat roky, ale takový příkaz by mohl být vydán během týdnů.
Dne 26. ledna 2024 vydal ICJ předběžné opatření, které přikázalo Izraeli, aby přijal veškerá opatření k zabránění genocidy, zabránil a potrestal podněcování ke genocidě a umožnil vstup základních humanitárních služeb do Gazy. Ostatní Jihoafrickou republikou požadovaná předběžná opatření, jako třeba na zastavení bojů, soud odmítl vydat.
Dne 6. března 2024 požádala Jihoafrická republika ICJ, aby nařídil dodatečná opatření proti Izraeli, protože obyvatelé Gazy čelí nadále masovému hladovění. V květnu soud vydal příkaz, který někteří experti považovali za nejednoznačný, ale který byl široce chápán jako požadavek, aby Izrael okamžitě zastavil ofenzívu v Rafahu. Izrael tuto interpretaci odmítl a pokračoval ve svých útočných operacích.

#### Izraelská reakce
Mluvčí izraelské vlády Eylon Levy obvinění odmítl „se znechucením“ a obvinil Jihoafrickou republiku ze spolupráce s Hamásem, přičemž tvrzení Jihoafrické republiky nazval „krvavou pomluvou“, která podporuje „moderní dědice nacistů“. Dne 2. ledna 2024 se Izrael rozhodl předstoupit před ICJ v reakci na případ Jihoafrické republiky, a to navzdory jeho minulosti ignorování mezinárodních tribunálů. Dne 13. ledna Netanjahu řekl: „Nikdo nás nezastaví. Ani Haag, ani Osa zla, nikdo.“ Izraelští představitelé označili soud za antisemitský.

### Řízení u ICJ: Nikaragua v. Německo
Dne 1. března 2024 Nikaragua zahájila u ICJ řízení proti Německu podle Úmluvy o genocidě týkající se německé podpory Izraele ve válce mezi Izraelem a Hamásem. Požádala o vydání prozatímních opatření, které zahrnovaly obnovení pozastaveného německého financování UNRWA a zastavení vojenských dodávek do Izraele. 30. dubna soud odmítl vydat prozatímní opatření, zároveň ale odmítl zamítnout tento případ, jak požadovalo Německo.

### Mezinárodní trestní soud
V roce 2021 první předsoudní senát Mezinárodního trestního soudu potvrdil, že soud má pravomoc při vyšetřování zločinů v Palestině. Dne 12. října 2023 žalobce Mezinárodního trestního soudu Karim Khan potvrdil, že válečné zločiny spáchané Palestinci, ať už Hamásem nebo Palestinským džihádem, na izraelském území nebo izraelskými státními příslušníky v Pásmu Gazy jsou v kompetenci jeho vyšetřování.
V květnu 2024 požádal Khan o vydání zatykače na lídra Hamásu v Pásmu Gazy Jahjá Sinvára, šéfa vojenského křídla Hamásu Muhammada Dajfa, šéfa politického křídla Hamásu Ismáíla Haníju, ale také izraelského premiéra Benjamina Netanjahua a ministra obrany Jo'ava Galanta.
U izraelských představitelů žalobce uvádí, že má rozumné důvody se domnívat, že nesou trestní odpovědnost za válečné zločiny a zločiny proti lidskosti spáchané v Pásmu Gazy minimálně od 8. října 2023. Seznam zločinů neobsahuje zločin genocidy.
Panel soudců ICC vydal 21. listopadu 2024 zatykače na Muhammada Dajfa a izraelského premiéra Benjamina Netanjahua a ministra obrany Jo'ava Galanta. Podle tohoto panelu existují rozumné důvody se domnívat, že Benjamin Netanjahu a Jo'av Galant se v období mezi 8. říjnem 2023 a 20. květnem 2024 dopustili těchto válečných zločinů a zločinů proti lidskosti:
- Válečný zločin úmyslného využívání hladovění civilních osob jako způsobu vedení boje
- Zločin proti lidskosti rozsáhlých nebo systematických vražd
- Zločin proti lidskosti – jiné nelidské činy
- Zločin proti lidskosti perzekuce
- Válečný zločin úmyslného vedení útoků proti civilnímu obyvatelstvu[171]

Reportéři bez hranic podali u Mezinárodního trestního soudu několik stížností za více než 100 palestinských novinářů a pracovníků médií zabitých během prvních osmi měsíců války. Dne 27. května 2024 podali třetí takovou stížnost s odůvodněním, že v období od 20. prosince 2023 do 20. května 2024 bylo v Gaze zabito dalších osm palestinských novinářů a jeden novinář byl zraněn a podle nich byli zabiti úmyslně IOS. Izraelská armáda na to v reakci uvedla, že v inkriminované době zasáhla teroristu, který ohrožoval složky IOS, a je si vědoma, že ve stejném vozidle byly další osoby.

### Žaloba amerického Centra pro ústavní práva
Dne 13. listopadu 2023 zažalovalo Centrum pro ústavní práva (CCR) amerického prezidenta Joea Bidena, ministra zahraničí Antonyho Blinkena a ministra obrany Lloyda Austina. Žaloba tvrdí, že izraelské „masové zabíjení“, cílení na civilní infrastrukturu a nucené vyhnání se rovná genocidě. Organizace uvádí: „Jako nejbližší spojenec a nejsilnější stoupenec Izraele, který je s velkým náskokem největším poskytovatelem vojenské pomoci a vzhledem k tomu, že Izrael je největším kumulativním příjemcem americké zahraniční pomoci od druhé světové války, mají Spojené státy k dispozici prostředky k tomu, aby měly odstrašující účinek na izraelské představitele, kteří nyní provádějí genocidní činy proti palestinskému lidu v Gaze“. Expert na genocidu William Schabas žalobu podpořil a řekl, že věří, že existuje „vážné riziko genocidy“ a USA „porušily své závazky, jak podle Úmluvy o genocidě z roku 1948, které jsou smluvní stranou, tak podle obvyklého mezinárodního práva, aby využil své pozice vlivu na izraelskou vládu a přijal nejlepší opatření, která jsou v jejích silách, aby zabránil tomu, aby se stal tento zločin.“ 16. listopadu podali experti Victoria Sanfordová, Barry Trachtenberg a John Cox prohlášení na podporu žaloby CCR. Během soudního případu svědčil Trachtenberg, že USA musí jednat a neopakovat svou neschopnost zaujmout stanovisko proti násilí vůči Židům v nacistickém Německu, které vedlo k holokaustu.
Federální soudce zamítl 31. ledna 2024 případ Defense for Children International-Palestine et al v. Biden et al. s tím, že ústava brání jeho soudu určovat zahraniční politiku, která je vyhrazena politickým složkám vlády USA, ačkoli napsal že „jak zjistil ICJ, je pravděpodobné, že chování Izraele se rovná genocidě.“; soudce také poznamenal, že by raději vydal soudní příkaz a vyzval Bidena, aby přehodnotil politiku USA, a napsal, že soud „vyzývá obžalované, aby prověřili výsledky své trvalé podpory vojenského obležení proti Palestincům v Gaze“.

## Mezinárodní odpovědnost
Třetí státy jsou povinny „využít všechny prostředky, které mají k dispozici, aby co nejvíce zabránily genocidě“ a nesmí poskytovat „prostředky, které by umožnily nebo usnadnily spáchání trestného činu“.
V lednu 2024 bývalý mluvčí UNRWA Chris Gunness řekl, že USA a Spojené království jsou spoluviníky genocidy v Gaze. V březnu charitativní organizace OXFAM vydala prohlášení, v němž podrobně popisuje svůj záměr spolu s několika dalšími nevládními organizacemi žalovat Dánsko, aby zabránilo prodeji zbraní do Izraele, s varováním, že prodejem zbraní se Dánsko „spoluúčastní porušování mezinárodního humanitárního práva (…) a věrohodné genocidě.“ V srpnu právní akademik Shahd Hammouri uvedl, že existují „velmi silné“ argumenty pro to, že se západní země, zejména USA, podílejí na genocidě Palestinců.
Právní expert Matiangai Sirleaf napsal, že Gaza „je první ‚živě vysílanou‘ genocidou v historii“, ale že jasné informace o tom, co se děje, se nepromítly do účinných kroků mezinárodního společenství. Nezávislá mezinárodní vyšetřovací komise pro Palestinu uvedla: „Státy se mohou podílet na neschopnosti zabránit genocidě, pokud nejednají v souladu“ s příkazy Mezinárodního soudního dvora, nebo pokud přímo pomáhaly nebo asistovaly při „spáchání genocidy“.

### Spojené státy americké
Dne 13. října 2023 novinář Eric Levitz z The Intelligencer tvrdil, že americké administrativy, včetně Bidenovy administrativy, udělily souhlas s izraelskými válečnými zločiny proti Palestincům ve válce mezi Izraelem a Hamásem. Dne 4. ledna 2024 americká vláda uznala, že formálně neposuzuje, zda Izrael porušuje mezinárodní humanitární právo.
V listopadu 2023 pro prezidenta Joea Bidena začali kritici používat přezdívku „Genocidní Joe“ za jeho podporu Izraeli. Mluvčí Národní bezpečnostní rady John Kirby, kterého izraelský Ynet popsal jako „výjimečně zdatného izraelského obhájce“, řekl: „Izrael se snaží bránit proti genocidní teroristické hrozbě. Takže pokud začneme používat toto slovo, dobře, použijme ho správně.“ Dne 13. listopadu 2023 zažalovalo Centrum pro ústavní práva (CCR) se sídlem v New Yorku Bidena za to, že údajně nesplnil svou povinnost, definovanou národními a mezinárodními zákony, zabránit Izraeli v páchání genocidy v Gaze ve válce mezi Izraelem a Hamásem.
V únoru 2024 Lemkinův institut pro prevenci genocidy uvedl, že Bidenova administrativa se podílela na genocidě v Gaze: „Žádná z taktik Bidenovy administrativy popírat genocidu a vyhýbat se odpovědnosti neobstojí ve zkoušce času. Prezident Biden a klíčoví úředníci administrativy jsou na cestě, na které si je budeme pamatovat jako na hlavní činitele jedné z nejhorších genocid v 21. století“ Libanonský spisovatel, intelektuál a filozof Ali Harb napsal: „Americké zbraně nadále proudí do Izraele, aby vyzbrojily armádu čelící podezření z genocidy v Gaze. Zároveň Biden tlačí na zajištění další dodatečné pomoci ve výši 14 miliard dolarů pro spojence USA.“ V únoru 2024, poté, co USA vetovaly rezoluci OSN o příměří, kubánský prezident Miguel Díaz-Canel řekl: „Jsou spolupachateli této genocidy Izraele proti Palestině“. Karen Wells a kol. také poukazují na 14,3 miliardy dolarů ve svém článku v časopise Children's Geographies jako na důkaz americké spoluúčasti na izraelské „genocidní válce“.

#### Rétorika amerických politiků
Ve floridském zákonodárném sboru podpořila demokratická americká zástupkyně Angie Nixonová rezoluci požadující „deeskalaci“ a příměří, aby se ukončilo zabíjení Palestinců. Řekla: „Jsme na 10 000 mrtvých Palestinců. Kolik jich bude už dost?“ Republikánská zástupkyně Michelle Salzmanová jí odpověděla: „Všichni,“ Nixonová přerušila svůj projev a řekla: „Jeden z mých kolegů právě řekl ‚Všichni.‘ Páni.“ Někteří komentátoři poznámku Salzmanové označili za výzvu ke genocidě. Nixonová a floridská pobočka Rady pro americko-islámské vztahy vyzvali k jejímu odsouzení nebo rezignaci. Výkonný ředitel CAIR-Florida imám Abdullah Jaber uvedl: „Tato mrazivá výzva amerického zákonodárce ke genocidě je přímým důsledkem desetiletí dehumanizace palestinského lidu zastánci izraelského apartheidu a jejich dychtivými podporovateli ve vládě a médiích.“ Výkonný ředitel U.S. Campaign for Palestinian Rights (USPCR) Ahmad Abuznaid řekl: „Existuje snaha obou stran o dehumanizaci palestinského lidu“, zejména s odkazem na Bidena, který vyjádřil pochybnosti o přesnosti počtu palestinských obětí a útoků na Palestinsko-Americkou kongresmanku Rashida Tlaibovou za její kritiku izraelské vojenské ofenzívy.
Republikánský představitel USA a bývalý poradce Donalda Trumpa Max Miller řekl, že Palestinu se „chystají vykuchat... aby se z ní udělalo parkoviště“. Předtím vyzval Bidenovu administrativu, aby „ustoupila Izraeli z cesty a nechala Izrael dělat to, co nejlépe potřebuje“ a řekl, že během izraelského bombardování Gazy by neměla platit „žádná pravidla“. Miller také zpochybnil přesnost tvrzení ministerstva zdravotnictví v Gaze, že v Gaze bylo zabito 10 000 lidí, a řekl, že se domnívá, že mnoho zabitých byli „teroristé Hamásu“, nikoli nevinní civilisté, a že USA ne „důvěřují subjektu, který umisťuje munici do mešit, kostelů a nemocnic.“
V prosinci bývalá republikánská kongresmanka Michele Bachmannová řekla v The Charlie Kirk Show: „Takže je čas, aby Gaza skončila. Dva miliony lidí, kteří tam žijí, jsou chytří vrazi. Je třeba je z té země odstranit. To ta země potřebuje. A protože jsou to dobrovolní žoldáci pro Írán, je třeba je vysadit na prahu Íránu.“ Od diváků sklidila potlesk. Kirk odpověděl: „Podívám se na Izrael a Izrael říká, že nikdy nechce, aby do naší země přišel člověk, který by nesdílel naše hodnoty. Říká, že nechtějí uprchlíky. Nechtějí žádného z těchto lidí. Chci politiky americké imigrace jako je tato.“

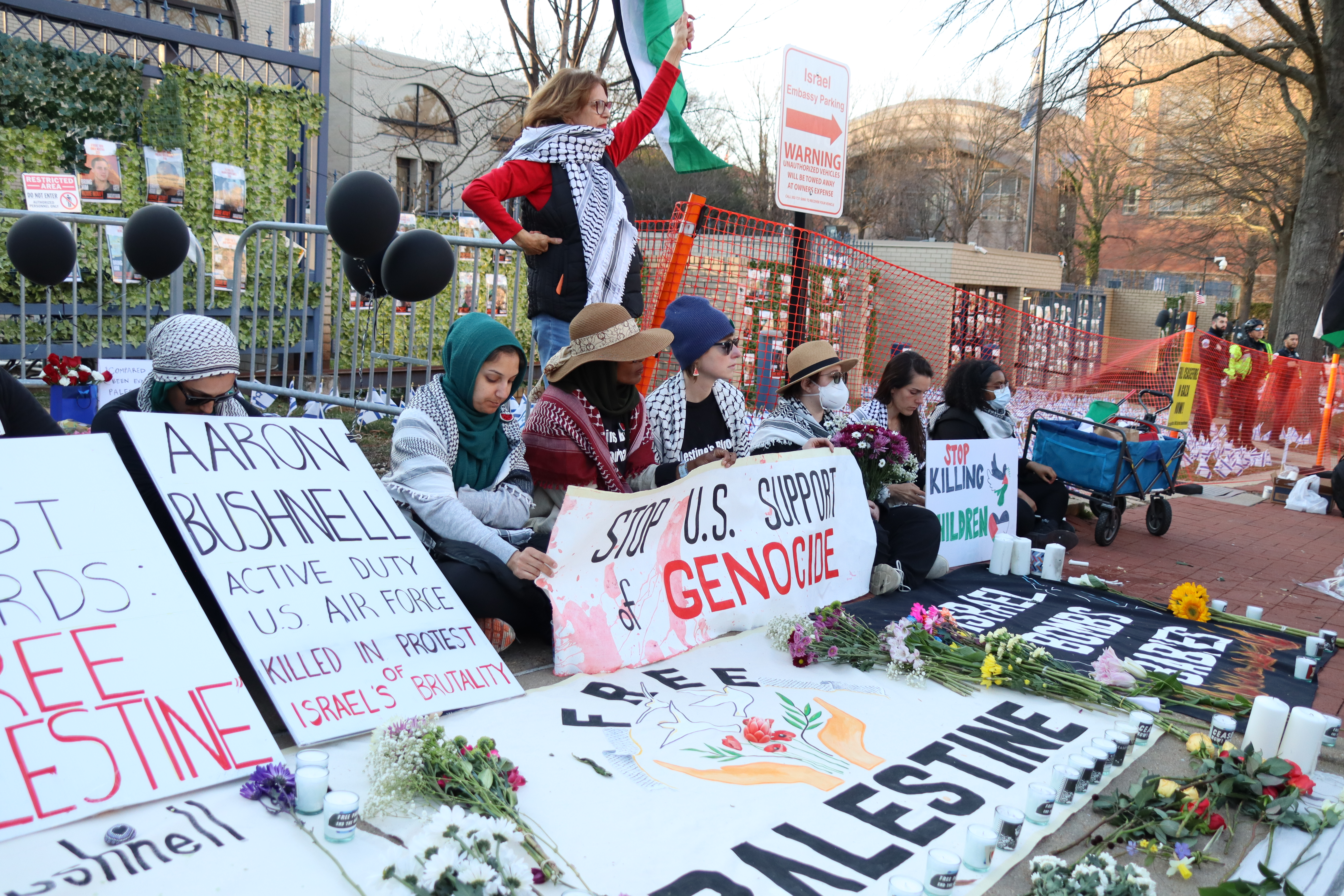
Pieta za Aarona Bushnella, který se upálil na protest proti genocidě v Gaze, před izraelskou ambasádou ve Washingtonu, D.C.

Republikánský kongresman Brian Mast v listopadu na půdě Sněmovny přirovnal všechny Palestince k nacistům. Dne 31. ledna 2024 Mast řekl, že palestinské děti nejsou nevinní civilisté, ale „teroristé“, kteří by měli být zabiti, že je třeba zničit více infrastruktury v Gaze, a „Bylo by lepší, kdybyste zabili všechny teroristy a zabili všechny, kdo jsou jejich podporovatelé.“
V rozhovoru pro Fox News dne 5. března 2024 bývalý prezident a republikánský kandidát na prezidenta Donald Trump řekl, že Biden „zahodil Izrael“ kvůli přílišnému ovlivnění propalestinskými protesty, že „demokraté jsou pro Izrael velmi špatní“, že podporuje pokračující izraelskou ofenzívu v Gaze, že Izrael musí „dořešit problém“ a že Bidenova administrativa je „změkčilá“, což někteří komentátoři považovali za výzvu k pokračování a „zdvojnásobení“ genocidních činů. Trumpova kampaň také uvedla, že pokud bude zvolen, zakáže obyvatelům Gazy vstup do USA v rámci rozšířeného zákazu cestování.
Na schůzi radnice 25. března 2024 republikánský kongresman Tim Walberg řekl, že proti palestinským civilistům by měli použít jaderné zbraně, „jako v Nagasaki a Hirošimě“, aby „to měli rychle za sebou“.
Demokratická kongresmanka Rashida Tlaibová obvinila Bidena z podpory „genocidy palestinského lidu“. Kongresmanka Marjorie Taylor Greene sponzorovala rezoluci odsuzující Tlaibovou. Craig Mokhiber z Úřadu Vysokého komisaře OSN pro lidská práva odstoupil z funkce a kritizoval organizaci za její reakci na válku mezi Izraelem a Hamásem. Později řekl, že akce Izraele proti Gaze jsou „klasickým učebnicovým případem genocidy“.
Skupina osmi demokratických amerických senátorů v čele s Berniem Sandersem, Jeffem Merkleym a Chrisem Van Hollenem napsala Bidenovi oficiální dopis, v němž ho vyzvala, aby „prosadil federální zákon“ tím, že požaduje, aby premiér Netanjahu „přestal omezovat přístup humanitární pomoci do Gazy, resp. přerušil americkou vojenskou pomoc Izraeli“, protože „vážná humanitární katastrofa, která se odehrává v Gaze, je v moderní historii téměř bezprecedentní“ a „Spojené státy by neměly poskytovat vojenskou pomoc žádné zemi, která zasahuje do americké humanitární pomoci“. Citovali Zákon o zahraniční pomoci z roku 1961, který uvádí, že podle tohoto zákona nebo Zákona o kontrole vývozu zbraní nesmí být poskytována „žádná pomoc“ jakékoli zemi, která přímo či nepřímo omezuje přepravu nebo dodávky americké humanitární pomoci. „Zastavení americké humanitární pomoci je v rozporu se zákonem… Žádné další peníze Netanjahuově válečné mašinérii na zabíjení palestinských dětí,“ řekl Sanders.

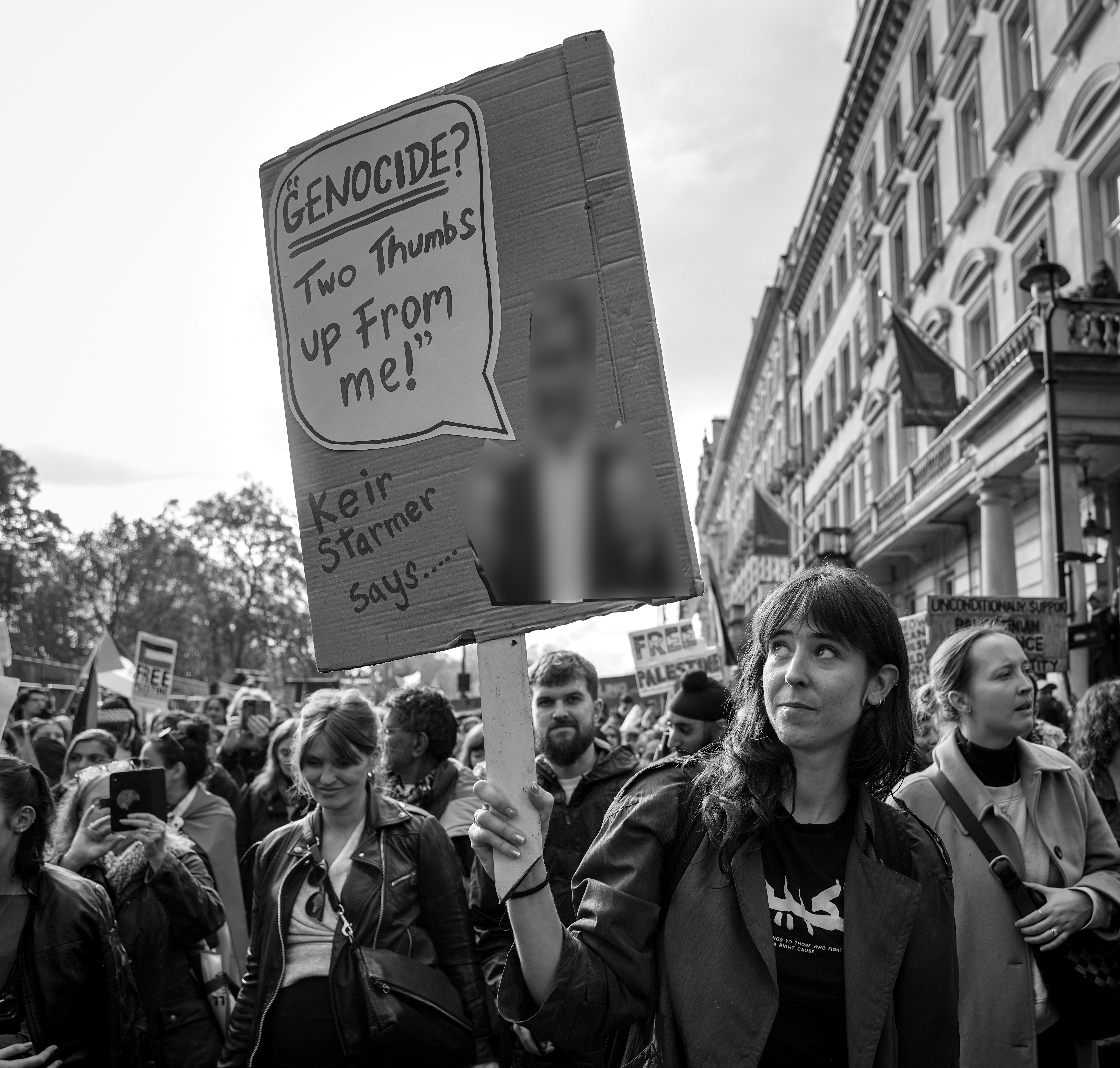
Protestující držící transparent obviňující lídra Labouristické strany Keira Starmera z podpory genocidy

### Velká Británie
Dne 12. prosince 2023 organizace Human Rights Watch uvedla, že prodejem zbraní Izraeli by se mohlo Spojené království podílet na válečných zločinech. Zákony Spojeného království říkají, že licence nelze udělit tam, kde existuje jasné riziko, že by zboží mohlo být použito ke páchání nebo usnadnění vážného porušování mezinárodního humanitárního práva, například úplného obléhání Gazy nebo bezohledného ostřelování civilistů. Lidskoprávní skupiny Al-Haq a Global Legal Action Network požádaly o soudní přezkum vládních vývozních licencí na prodej britských zbraní použitelných při izraelské akci v Gaze. Navíc James Denselow, vedoucí oddělení Konfliktů a humanitární pomoci organizace Save the Children UK, řekl: „Tím, že Rishi Sunak a jeho vláda nedokázali prosadit trvalé ukončení bojů nebo vystoupit proti zbrojení pomoci, jsou spoluviníky hrůz, které se odehrávají.“ V prosinci odsoudil skotský první ministr Humza Yousaf zdržení se Spojeného království při hlasování o návrhu rezoluce OSN požadující příměří v Gaze s tím, že to vedlo ke smrti dalších dětí.
Předsedkyně užšího výboru pro zahraniční věci Alicia Kearnsová v březnu 2024 uvedla, že vláda ignorovala rady právníků ministerstva zahraničí, že Izrael porušuje mezinárodní právo.
V dubnu 2024 Guy Goodwin-Gill, profesor veřejného mezinárodního práva na Oxfordské univerzitě, řekl: „Existuje vážné riziko genocidy, jak zjistil Mezinárodní soudní dvůr. Pokud bude Spojené království s ohledem na tyto znalosti pokračovat ve vývozu zbraní do Izraele, existuje riziko, že tyto zbraně budou použity při provádění agresivních činů a při provádění genocidy.“ Ve stejném měsíci více než šest set právníků a právních akademiků včetně Jonathana Sumptiona a Brendy Haleové zveřejnilo právní stanovisko varující, že vláda riskuje spoluúčast na genocidě tím, že bude pokračovat ve vyzbrojování Izraele. Stanovisko nakonec podepsalo celkem 1 101 právníků.
2. září 2024 britský ministr zahraničí David Lammy oznámil, že Spojené království pozastavuje vývoz součástí letadel a dronů do Izraele poté, co dospělo k závěru, že by mohly být použity k porušení mezinárodního práva. V době pozastavení bylo uděleno ve Spojeném království asi 350 licencí na vývoz zbraní do Izraele, z nichž pouze 30 bylo pozastaveno.

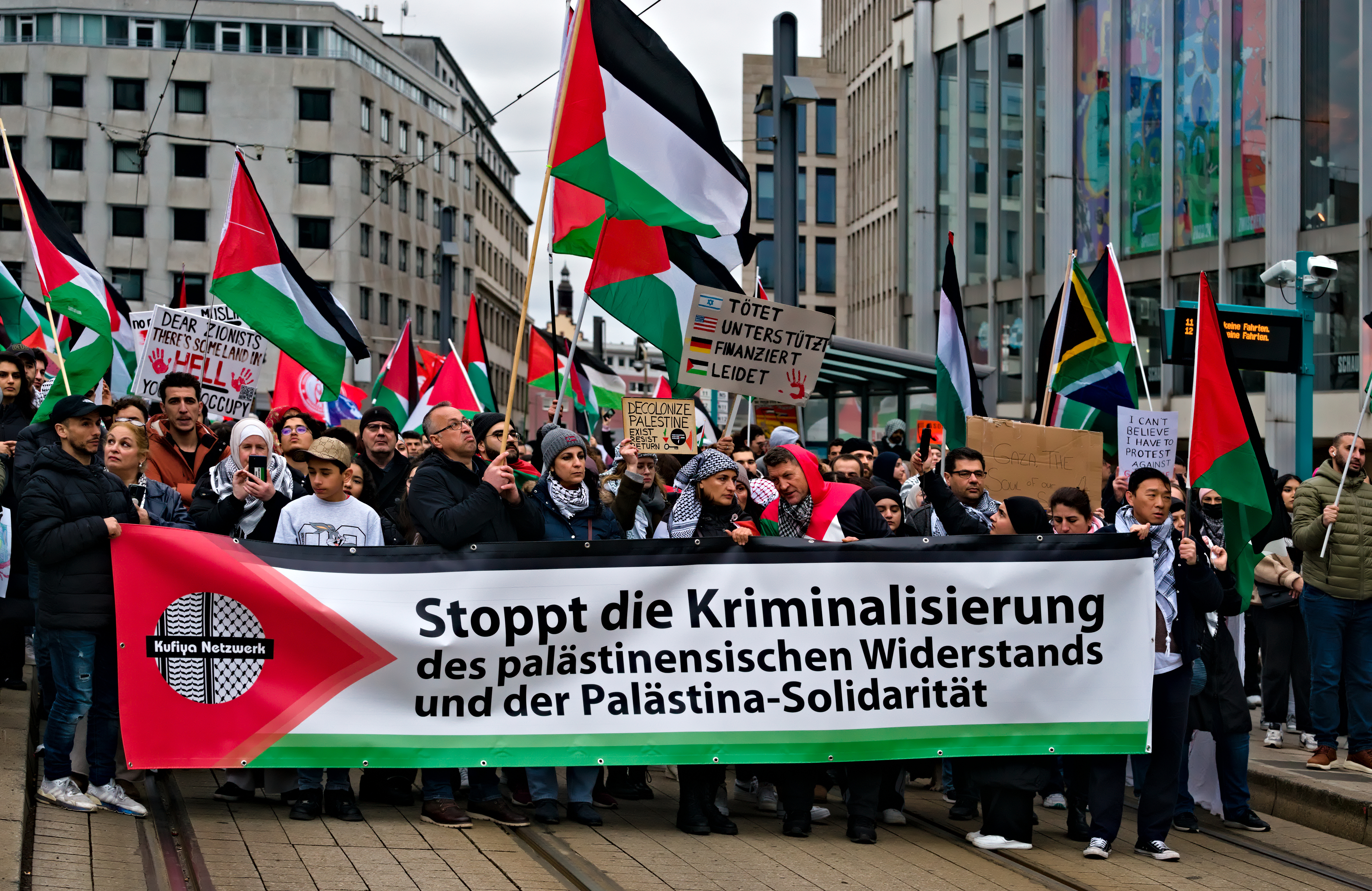
Demonstrace ve Frankfurtu nad Mohanem. Demonstrující drží transparent s textem: „Zastavte kriminalizaci Palestinského odporu a solidarity“

### Německo
V říjnu 2023 politická analytička Lena Obermaierová tvrdila, že Německo je spoluviníkem izraelských válečných zločinů v Gaze. Popsala, jak většina nejvýznamnějších německých zpravodajských kanálů „v minulosti mlčela k izraelské genocidní politice“ a stále k ní mlčí. Vyzdvihla také policejní potlačování propalestinských protestů v celém Německu jako důkaz státní spoluúčasti. Karen Wells a kol. zdůraznila, jak Německo zakotvilo svou spoluúčast na akcích Izraele tím, že kriminalizovalo použití slova „genocida“ ve vztahu k jakékoli izraelské akci. V únoru 2024 bylo u německých soudů podáno trestní oznámení, které obvinilo různé vysoké politiky ze spoluúčasti na genocidě. V březnu Nikaragua zažalovala Německo za spoluúčast u ICJ.

### Spoluúčast soukromých společností
Několik společností bylo obviněno z toho, že profitují z genocidy v v Pásmu Gazy. Vedoucí pracovníci společností Lockheed Martin, General Dynamics a RTX popsali válku v Gaze jako zdroj zvýšené poptávky a zisků během konferenčních hovorů o výsledcích hospodaření.
Dne 20. června 2024 experti OSN varovali, že pokračující transfery zbraní do Izraele by mohly představovat porušení mezinárodního práva a riskovat spoluúčast států a firem na potenciální genocidě. Vyzvali k okamžitému zastavení všech přímých i nepřímých transferů zbraní do Izraele, a to i ze strany velkých výrobců zbraní, jako jsou BAE Systems, Boeing, Lockheed Martin a Caterpillar. Varovali také instituce investující do těchto společností, jako jsou Bank of America, BlackRock, Citigroup a Wells Fargo.
V červnu 2025 expertní zpráva OSN označila společnosti Alphabet, Amazon, Microsoft a IBM za „ústřední prvky izraelského sledovacího aparátu a probíhajícího ničení Gazy“ a Palantir za zdroj nástrojů umělé inteligence pro izraelskou armádu. Zpráva rovněž jmenovala společnosti Allianz, Barclays, BlackRock a BNP Paribas za úvěrování a nákup izraelských vládních dluhopisů, které jsou podle OSN hlavním zdrojem financování izraelských vojenských výdajů.

## Postoje vlád a mezinárodních organizací

### Postoje vlád a nadnárodních organizací

Postoje vlád států k otázce, zda se Izrael ve válce v Pásmu Gazy dopouští genocidy:
souhlasí
souhlasí (jako členové Africké Unie)
nesouhlasí
nejasný postoj
odkazují k rozhodnutí ICJ

V únoru 2024 prezident Africké unie Moussa Faki prohlásil: „Gaza je zcela zničena a její obyvatelé jsou zbaveni všech svých práv. Odsuzujeme izraelskou operaci, která nemá v dějinách lidstva obdoby.“ Oficiální komuniké 38. summitu Africké unie, která zastupuje 55 členských států, uvádí, že „Izrael se dopouští genocidy Palestinců a musí být mezinárodně stíhán.“
V březnu 2024 řekl nejvyšší diplomat EU Josep Borrell ministrovi zahraničí USA: „Dnes je v sázce samotné přežití obyvatel Gazy.“ V květnu 2025, po svém odchodu do důchodu z funkce nejvyššího diplomata EU, se Borrell při přebírání Evropské ceny Karla V. ostře vyjádřil proti izraelským krokům. Borrell prohlásil: „Čelíme největší etnické čistce od konce druhé světové války, jejímž cílem je vytvořit nádhernou prázdninovou destinaci, jakmile budou z Gazy odstraněny miliony tun sutin a Palestinci zemřou nebo odejdou.“ Borrell také výslovně obvinil Izrael z genocidního úmyslu slovy: „Všichni víme, co se tam děje, a všichni jsme slyšeli cíle, které uvedli ministři Netanjaua, což jsou jasná prohlášení o genocidním úmyslu. Jen zřídka jsem slyšel vůdce státu tak jasně nastínit plán, který odpovídá právní definici genocidy.“
V květnu 2024 vyzvala Organizace islámské spolupráce členské státy, aby ukončily „vývoz zbraní a střeliva používaného izraelskou armádou k páchání zločinu genocidy v Gaze“.
Zmocněnkyně české vlády pro lidská práva Klára Šimáčková Laurenčíková uvedla 17. května 2025 na sociální síti X, že „je naprosto zásadní vyvinout maximální mezinárodní tlak na Izrael s cílem zastavit masivní vyvražďování nevinných lidí” a že „špičky evropské a globální diplomacie musí akcelerovat své úsilí k zastavení genocidy, jež je na lidech v pásmu Gaza páchána.“

### Postoje lidskoprávních organizací
Poté, co Izrael zahájil svou vojenskou operaci proti Hamásu, jak Genocide Watch, tak Lemkinův institut pro prevenci genocidy vydaly prohlášení varující před bezprostředním rizikem genocidy. V prosinci 2023 Lemkinův institut prohlásil, že pohlíží na pokračující akce Izraele jako na genocidu. V prosinci 2024 Genocide Watch uvedl: „V Gaze probíhá genocida palestinského lidu způsobená Izraelem.”
V listopadu 2023 organizace Defense for Children International (DCI) obvinila USA ze spoluúčasti na izraelském „zločinu genocidy“. V březnu 2024 se DCI vyjádřil k hladomoru postihujícím Gazu: „Hladovění dětí je charakteristickým znakem genocidy a záměrné politické volby Izraele, podporované Bidenovou administrativou.“ Tři skupiny zabývající se lidskými právy Palestinců: Al-Haq, Al Mezan a Palestinské centrum pro lidská práva, podaly žalobu k Mezinárodnímu trestnímu soudu (ICC) a vyzvaly jej, aby vyšetřoval Izrael kvůli apartheidu a genocidě a vydal zatykače na izraelské představitele.
V prosinci 2023 Mezinárodní federace pro lidská práva uvedla, že akce Izraele v Gaze představovaly rozvíjející se genocidu. V únoru 2024, před ohlášeným izraelským vojenským útokem na Rafáh, šéfka Amnesty International Agnes Callamardová napsala: „Amnesty znovu opakuje, že Palestincům v Gaze hrozí vážné riziko genocidy. Mezinárodní společenství má povinnost jednat, aby genocidě zabránila.“ V březnu 2024 Callamardová řekla, že mezinárodní společenství „musí dodržet své závazky podle Úmluvy o genocidě a nyní přijmout konkrétní opatření na ochranu Palestinců v Gaze“. V říjnu 2024 vydala organizace Medical Aid for Palestinians prohlášení vyzývající k ochraně Palestinců před potenciální genocidou, ve kterém stálo: „Gaza je vymazávána před našima očima.“ Později toho měsíce Oxfam a dalších 37 humanitárních organizací varovalo, že Izrael nedodržel článek II Úmluvy o genocidě, když vymazal severní Gazu „z mapy“. Oxfam dodal, že je „nemožné nevěřit“, že cílem Izraele bylo násilné vysídlení Palestinců z pásma Gazy.
Euro-Mediterranean Human Rights Monitor zdokumentoval důkazy o popravách spáchaných IOS. Předložila důkazy a dokumentaci Mezinárodnímu trestnímu soudu a zvláštnímu zpravodaji OSN. Americká organizace Židovský hlas pro mír prohlásila: „Izraelská vláda vyhlásila genocidní válku lidu Gazy. Jako organizace, která pracuje pro budoucnost, kde Palestinci a Izraelci a všichni lidé žijí v rovnosti a svobodě, vyzýváme všechny lidi svědomí, aby zastavit hrozící genocidu Palestinců.“
Dne 5. prosince 2024 Amnesty International uzavřela své vyšetřování v Gaze a vydala 296stránkovou zprávu, v níž prohlásila, že Izrael „spáchal a pokračuje v páchání genocidy na Palestincích v okupovaném pásmu Gazy“. Zpráva, která prezentuje důkazy shromážděné během devíti měsíců tvrdí, že izraelské síly a vládní úřady se v mnoha případech dopustily tří z pěti činů zakázaných Úmluvou OSN o genocidě, „jmenovitě zabití, způsobení vážného tělesného nebo duševního poškození a úmyslné uvedení do takových životních podmínek Palestinců v Gaze, které mají přivodit jejich fyzické zničení“ s „konkrétním záměrem zničit Palestince“. Ve své zprávě o stavu lidských práv ve světě z roku 2025 označila Amnesty International izraelské činy za „živě vysílanou genocidu“ a kritizovala spoluúčast izraelských spojenců, zejména Spojených států, které podle ní „tvrdily, že se na ně mezinárodní právo nevztahuje, nebo jednaly, jako by se na ně nevztahovalo“, tím, že „úmyslně ignorovaly“ nařízení a řízení Mezinárodního trestního soudu (ICC) a Mezinárodního soudního dvora (ICJ).
Profesor práva a člen Nadace pro obranu demokracií Orde Kittrie tvrdí, že Amnesty pozměnila nebo jinak vytvořila novou definici genocidy, zatímco profesor práva Amichai Cohen a odborník na lidská práva Yuval Shany označili zprávu za „pokus o posunout normativní mantinely týkající se důkazních standardů“. Další experti zprávu obhajovali a řekli TheJournal.ie, že Amnesty používá tento termín v souladu s mezinárodním právem. Odborník na genocidy A. Dirk Moses označil obvinění proti Amnesty International za „štvavé“. Izraelská pobočka Amnesty International zprávu odmítla a „skupina židovských zaměstnanců v Izraeli a v několika pobočkách po celém světě“ uvedla, že její autoři „dospěli k předem určenému závěru“. Menšina členů Amnesty Israel uvedla, že „podle dostupných informací lze určit, že Izrael páchá nebo spáchal genocidu v Gaze“.
Dne 10. prosince 2024 Evropské středisko pro ústavní a lidská práva oznámilo, že vyšetřovalo otázku genocidy v Gaze, a dospělo k závěru, že existuje „právně obhajitelný argument, že Izrael páchá genocidu na Palestincích v Gaze“.
Zpráva Lékařů bez hranic z prosince 2024 uvádí, že jejich „přímá pozorování lékařské a humanitární katastrofy způsobené Gaze jsou v souladu s popisy poskytnutými rostoucím počtem právních expertů a organizací, kteří došli k závěru, že v Gaze probíhá genocida.“ V červenci 2025 Lékaři bez hranic prohlásili, že Izrael se dopouští genocidy. Tvrdí, že prohlášení vysokých izraelských představitelů prokazují genocidní úmysl a napsali, že „jediným rozumným závěrem je, že záměrem je vymazat palestinský lid z Gazy“.
V červenci 2025 Amnesty International vydala zprávu, ve které tvrdí, že důkazy sesbírané touto organizací naznačují, že Izrael nadále využívá hladovění během militarizované distribuce humanitární pomoci Humanitární nadací pro Pásmo Gazy a úmyslně tak nastavuje životní podmínky směřující k fyzickému zničení Palestinců jako součást probíhající genocidy.
Dne 28. července 2025 zveřejnily izraelské lidskoprávní skupiny Be-Celem a Physicians for Human Rights–Israel zprávy, které označily izraelskou kampaň v Gaze za genocidu. Zpráva Be-Celem rovněž tvrdila, že genocidu umožňují evropští a američtí představitelé.

### Postoj Organizace spojených národů
V listopadu 2023 skupina zvláštních zpravodajů OSN napsala: „Zůstáváme přesvědčeni, že palestinskému lidu vážně hrozí genocida.“ Zvláštní zpravodaj OSN pro lidská práva na bezpečnou pitnou vodu a hygienu Pedro Arrojo řekl, že na základě článku 7 Římského statutu, který zahrnuje „mimo jiné znemožnění přístupu k potravinám a lékům“ za formu vyhlazování, „i když neexistuje jasný záměr, data ukazují, že válka směřuje ke genocidě”. Skupina expertů OSN na lidská práva uvedla, že existují „důkazy o rostoucím genocidním podněcování“ proti Palestincům.
V reakci na zprávu Times of Israel z ledna 2024, že izraelská vláda jedná s konžskou vládou o přijetí palestinských uprchlíků z Gazy, zvláštní zpravodaj OSN Balakrishnan Rajagopal řekl: „Násilný přesun obyvatel Gazy je aktem genocidy.“
V květnu 2024 zvláštní zpravodajka OSN pro násilí na ženách Reem Alsalemová uvedla, že palestinské ženy „prožívají plnohodnotnou genocidu. Jsou vyhlazovány. Na světě je jen málo míst, kde jsme něco takového viděli.“ Zvláštní zpravodaj UNHCR pro adekvátní bydlení Balakrishnan Rajagopal řekl, že zničení Gazy Izraelem „představuje akt genocidy také proto, že účelem tohoto ničení, přesahujícího 70 až 80 procent napříč Gazou, je učinit místo neobyvatelným pro obyvatele Gazy.“
V říjnu 2024 vydal Úřad vysokého komisaře OSN pro lidská práva zprávu, která obvinila izraelskou armádu ze „zločinu proti lidskosti vyhlazování“ za zabíjení zdravotnických pracovníků a napadání zdravotnických zařízení. Následně 8. listopadu 2024 odsoudil mnohá porušení mezinárodního práva, která „by mohla vést k válečným zločinům, zločinům proti lidskosti a možné genocidě“, a vyzval třetí státy, aby zabránily „krutostem“.
14. listopadu 2024 zveřejnil Zvláštní výbor OSN pro vyšetřování izraelských praktik zprávu k předložení Valnému shromáždění OSN, ve které dospěl k závěru, že izraelské praktiky v Gaze jsou v souladu s charakteristikou genocidy.
V únoru 2025 zvláštní zpravodaj OSN pro právo na jídlo Michael Fakhri řekl, že Izrael páchá genocidu a pracuje na „zpomalení své genocidy pomocí hladomorové kampaně“, přičemž došel k závěru, že na hladomoru se podílely Spojené státy a Německo.
V květnu 2025 vydalo dvacet nezávislých expertů OSN a čtyři pracovní skupiny prohlášení, v němž obvinilo Izrael z genocidy a kritizovalo debatu o terminologii genocidy. Experti uvedli: „Zatímco státy diskutují o terminologii – je to genocida, nebo ne? – Izrael pokračuje v neúnavném ničení života v Gaze útoky z pozemních, vzdušných i námořních zdrojů, přičemž beztrestně vysídluje a masakruje přeživší obyvatelstvo.“ V prohlášení se dále uvádí: „Státy musí jednat rychle, aby ukončily probíhající genocidu, zrušily apartheid a zajistily budoucnost, v níž Palestinci a Izraelci budou koexistovat ve svobodě a důstojnosti.“

## Kulturní diskurz
K izraelské reakci na teroristický útok 7. října 2023 spáchaný Hamásem se začaly vyjadřovat i veřejné osobnosti.

### Proizraelský diskurz
Některé veřejné osobnosti vyjádřily podporu Izraeli. Více než 2 000 umělců podepsalo otevřený dopis podporující Izrael. Mezi signatáři byli například Gal Gadotová, Jamie Lee Curtis, Jerry Seinfeld, Mayim Bialik, Chris Pine nebo Michael Douglas. Kromě nich vyjádřila Izraeli podporu také hvězda seriálu Will a Grace herečka Debra Messingová, která hned v listopadu 2023 prohlásila před 300tisícovém shromáždění: „Budeme se modlit za úspěch IOS ve válce, kterou Izrael nezačal a ani nechtěl, ale kterou nakonec vyhraje,“ v Izraeli také navštívila rodiny rukojmích unesených do Pásma Gazy Hamásem.
Podobně se vyjádřili i další hvězdy Hollywoodu, které na sociálních sítích podpořili Izrael. Mezi nimi byla třeba Madonna, Dwayne Johnson, Natalie Portmanová, Andy Cohen, Amy Schumerová, Sarah Silvermanová, Kris Jenner, Mindy Kaling nebo Meghan McCainová. Blake Lively a Ryan Reynolds darovali dětem v Izraeli a v Pásmu Gazy 1 milion dolarů.
Irská rocková skupina U2 při jednom svém vystoupení změnila slova písně na uctění obětí zavražděných v Izraeli a dodala k tomu: „Ve světle událostí v Izraeli a Gaze působí píseň o nenásilí poněkud směšně až úsměvně, ale naše modlitby vždy směřovaly k míru a nenásilí.“
Bývalá hvězda NBA Kareem Abdul-Jabbar po leteckém útoku na nemocnici Al-Ahli v Gaze koncem října, kdy Hamás obvinil Izrael z toho, co bylo později označeno za jeho vlastní chybně odpálenou raketu, napsal: „Kdo je vlastně zodpovědný za smrt a zkázu? Nevím to jistě. Nikdo to neví… Rozhodně nevěřím Hamásu. Ztratili veškerou důvěryhodnost, když napadli Izrael, vzali rukojmí a spustili masové násilí.“

### Protiizraelský diskurz
Některé veřejné osobnosti naopak označily izraelskou ofenzívu v Gaze za genocidu, například Kid Cudi, Macklemore nebo Summer Walker. Melissa Barrerová byla vyhozena z franšízy Vřískot za opětovné zveřejnění článku obviňujícího Izrael z genocidy na sociálních sítích. Časopis Time zmínil vyhození Barrerové v souvislosti s „rostoucím rozporem“ uvnitř Hollywoodu ohledně války. Vyjádření Raze Segala o „učebnicové genocidě“ byl pochvalně citován klimatickou aktivistkou Gretou Thunbergovou a fotbalovým moderátorem BBC Gary Linekerem.
Na otázku, zda to, co se děje v Gaze, je genocida, rusko-americká autorka Máša Gessenová odpověděla: „Myslím, že existují jemné rozdíly mezi genocidou a etnickými čistkami a myslím si, že existují pádné argumenty pro použití obou termínů“. Když byla vyzvána k odpovědi, řekla, „jsou to přinejmenším etnické čistky“. Gessenová při přijetí Ceny Hannah Arendtové čelila kontroverzím kvůli poznámkám v článku New Yorker kritizujícím izraelské akce v Gaze, kde je Gessenová přirovnávala k nacistům likvidujícím východoevropské ghetto.
Na 96. ročníku udílení Oscarů, poté, co Jonathan Glazer převzal Oscara za nejlepší mezinárodní film za Zónu zájmu, načrtl paralely mezi zobrazením holokaustu ve svém filmu a pokračujícím izraelským bombardováním a obléháním Gazy. Což vyvolalo velkou veřejnou polemiku. Novinářka Naomi Kleinová rozšířila paralely mezi Gazou a filmovým zobrazením holokaustu a zdůraznila normalizaci genocidních akcí.
Držitelka Nobelovy ceny za mír Malála Júsufzajová řekla: „Když vidíme alarmující známky genocidy, nemůžeme čekat než podnikneme rozhodné kroky. Musíme spolupracovat, abychom naléhali na naše vůdce, aby zastavili tyto válečné zločiny a pohnali pachatele k odpovědnosti.“ Další držitelka Nobelovy ceny za mír Tawakkul Karmánová prohlásila: „Svět mlčí před genocidou a etnickými čistkami palestinského lidu v Gaze.“
Papež František v listopadu 2024 ve své knize La speranza non delude mai napsal „Podle některých odborníků má to, co se děje v Gaze, znaky genocidy. Měli bychom pečlivě prozkoumat, zda to zapadá do technické definice formulované právníky a mezinárodními orgány.”
Švédská aktivistka Greta Thunbergová řekla v červnu 2025 poté, co byla izraelským námořnictvem zadržena v mezinárodních vodách při pokusu dovést do Pásma Gazy humanitární pomoc na lodi Madleen, po své deportaci prohlásila, že jejich těžký úděl na palubě není reálný příběh, ale je jím „genocida probíhající v Gaze a systematické hladovění po obléhání a blokádě”.
Řada hudebníků odvolalo svou účast na hudebních festivalů kvůli vztahům festivalů se společnostmi, které jsou údajně spolupachateli genocidy. Více než 100 umělců se stáhlo z festivalu The Great Escape v Brightonu a Hove na protest proti sponzorovi akce, společnosti Barclays, kterou podle nich „financovala genocidu“. Několik umělců se také stáhlo z festivalu Latitude v Suffolku kvůli jeho sponzorství ze strany Barclays. Více než 80 hudebníků bojkotovalo hudební festival SXSW 2024 kvůli partnerství akce s americkou armádou a společností Raytheon. Několik z těchto hudebníků přímo obvinilo společnosti z napojení na genocidu. V květnu 2025 podepsalo více než 50 umělců, včetně Briana Ena a Roberta Del Naji z Massive Attack, dopis, v němž naléhavě žádali festival Field Day, aby přerušila spolupráci se soukromou investiční společností KKR. V dopise se uvádí, že kvůli akvizici společností KKR „je festival nyní zapleten do zločinů proti lidskosti, apartheidu a genocidy“.
V červnu 2025 vznikla občanská iniciativa NEmlčme, která vyzívá k „respektování lidských práv a životů v Gaze”. Podle textu výzvy „nelze genocidě v Gaze přihlížet.” K výzvě se připojil např. Daniel Prokop, Kristýna Leichtová, Vladimir 518, Anna Šabatová, Dan Přibáň nebo Tomáš Halík.

### Mediální diskurz
Během bojů izraelský Kanál 14 všechny palestinské oběti označil za teroristy. Šimon Riklin, novinář a moderátor Kanálu 14, veřejně podpořil Izrael v páchání válečných zločinů.
Úvodník deníku The Guardian z května 2025, v němž naléhal na Spojené státy k ukončení války, souhlasil s obviněním z páchání genocidy Izraelem. Jako důkaz genocidy uvádí počet obětí na životech civilistů, ničení civilní infrastruktury, blokády pomoci a hrozby Becal'ela Smotriče zničením celé Gazy. Editoři deníku uvádí: „Otevřené představování si úplného zničení Gazy, snaha o odstranění jejího obyvatelstva jako cíle, nikoli jako důsledek na bojišti, a ničení prostředků, kterými je udržován život, nevypadá jen jako brutalita, ale jako úmyslný projekt eliminace.“ Úvodník rovněž tvrdí, že ačkoliv vyřešení právních případů bude nějakou dobu trvat, „soud veřejného mínění dospěl k vlastnímu závěru.“

### Veřejné mínění

#### V Izraeli
Průzkum, který provedli ve druhém lednovém týdnu 2024 vědci z Telavivská univerzity, zjistil, že 51 % z 502 židovských izraelských respondentů věřilo, že IOS používá v Gaze přiměřenou sílu a 43 % věří, že nepoužívá dostatečnou sílu. Stejný průzkum, že 55 % izraelských Arabů považuje tuto sílu za nepřiměřeně velkou. V průzkumu Israel Democracy Institute mezi 510 židovskými izraelskými občany na začátku února podpořilo 68 % židovských respondentů zamezení vstupu veškeré mezinárodní pomoci do Gazy.
V rozhovoru pro Sveriges Television řekl izraelský novinář a autor Gid'on Levy, který 35 let informoval o izraelské osidlovací politice pro noviny Ha'arec, o své práci korespondenta v Palestině: „V Izraeli jsem hlasem ve tmě. Nikdo nechce poslouchat ani číst, ale na rozdíl od jiných Izraelců vidím na vlastní oči, co děláme, protože o okupaci pojednávám už téměř 35 let“ a „Všichni švédští televizní diváci, dokonce i nejsevernější vesnice ve Švédsku, viděli víc z Gazy než Izraelec v Tel Avivu. Je to jen o vojácích, o jejich statečnosti, o rukojmích a jejich rodinách, o padlých vojácích. Nic o utrpení Palestinců. A pokud se odvážíte projevit empatii k těm, kteří trpí v Gaze, jste považováni za zrádce.“
Průzkum zadaný Pensylvánskou státní univerzitou a provedený v březnu 2025 mezi reprezentativním vzorkem 1 005 izraelských Židů zjistil, že 82 % z nich podporuje násilné vyhoštění obyvatel Gazy. Navíc 47 % odpovědělo kladně na otázku: „Měla by IOS při dobývání nepřátelského města jednat jako Izraelité vedení Jozuem, když dobyli Jericho, tedy zabít všechny jeho obyvatele?“
Podle průzkumu z poloviny roku 2025 se 64 % obyvatel Izraele souhlasilo s genocidním výrokem, že se v Pásmu Gazy nenachází žádní nevinní lidé. 92 % Izraelských Arabů s tímto výrokem nesouhlasilo.

#### V Evropě
Podle průzkumu veřejného mínění společnosti YouGov zveřejněného v dubnu 2024 souhlasilo 46 % Švédů, 43 % Belgičanů, 34 % Francouzů a 33 % Němců s tím, že Izrael páchá genocidu na Palestincích v Gaze. V německém průzkumu z června 2025 73 % uvedlo, že na tvrzení, že Izrael páchá genocidu, je „něco pravdy“.
Podle průzkumu Elcano Royal Institute zveřejněného v květnu 2024 považovalo 71 % Španělů izraelské činy za genocidu. V italském průzkumu Tecnè zveřejněném v červnu 2025 50 % respondentů uvedlo, že izraelskou vojenskou operaci v Gaze „lze definovat jako genocidu“. Pouze 15 % označilo izraelskou reakci za přiměřenou.
V britském průzkumu z června 2025 se 55 % respondentů postavilo proti izraelské válce v Gaze, z nichž 82 % se domnívalo, že Izrael páchá genocidu.

#### V USA a Kanadě
Podle průzkumu Léger zveřejněného v červnu 2025 souhlasilo 49 % Kanaďanů a 38 % Američanů s tím, že „Izrael páchá genocidu v Pásmu Gazy“.

### Obvinění z antisemitismu
Podle politologa Omara Shahabudina McDooma může být jedním z důvodů rozdílných názorů na genocidu to, že někteří kritici Izraele jsou antisemitští: „Mnoho vědců věnující se výzkumu holocaustu a genocid, kteří se veřejně ke genocidě, vyjádřili obavy z celosvětového oživení antisemitismu. Jedním z důvodů pak může být antisemitská zaujatost. ze strany těch, kteří kritizují chování Izraele, je to možné.” Poznamenává také, že ti, kdo vznášejí obvinění z genocidy, jsou často obviňováni z antisemitismu, někdy, ale ne vždy, nečestně.
Expert na antisemitismus Matthew Bolton argumentoval: „Nemůže být antisemitské provádět skutečné vyšetřování potenciálně genocidních aktivit. Ale rychlost a dychtivost, s níž byl koncept genocidy stanoven jako nejvhodnější pro popis akcí Izraele ve válce, spíše než menší obvinění z „válečných zločinů“ – přičemž důkazy často spočívají na nesprávně přeložených nebo neúplných prohlášeních izraelských politiků, spíše než na skutečné vojenské kampani samotné – skutečnost, že, jak je uvedeno výše, koncept genocidy používala protiizraelská hnutí dlouho před válkou v letech 2023–2024, naznačuje, že výběr tohoto konceptu nebyl založen na nezaujaté analýze.”
Izraelští ministři reagovali na předběžné opatření Mezinárodního soudního dvora (ICJ) v případu genocidy obviněním soudu z „antisemitské zaujatosti“. Netanjahu často „srovnával obvinění, že izraelská válka způsobuje hladomor v Gaze nebo že válka je genocidní za krvavou pomluvu”, kritici poukazují na to, že jde o odvrácení viny nebo o politická prohlášení. Jeho úřad přirovnal probíhající řízení u Mezinárodního trestního soudu k Dreyfusově aféře. Jake Wallis Simons z deníku Telegraph obvinil ICJ z to, že je terčem antisemitské propagandy.
Anthony Lerman, píšící pro Declassified UK, poukázal na to, že taková tvrzení opakují někteří z izraelských příznivců, když poznamenal, že úředníci „využili obvinění z antisemitismu k odvrácení kritiky“ a že „využití minulé zkušenosti s protižidovskou perzekucí k neutralizaci kritiky a vytváření sympatie k židovskému státu [...] je koncept starý desítky let.“ Raz Segal říká, že když označují protiizraelské demonstranty za antisemitské, proizraelští zastánci „využívají antisemitismus jako zbraň“, aby „chránili Izrael před kritikou jeho útoku na Gazu“, o kterém on a další experti prohlásili, že jde o genocidu.
Dne 15. prosince 2024 Netanjahu s odvoláním na rozhodnutí Irska připojit se k soudnímu sporu u Mezinárodního soudního dvora v případu genocidy, nařídil uzavření izraelské ambasády v Irsku a ministr zahraničí Gid'on Sa'ar obvinil taoiseacha (předsedu vlády Irské republiky) Simona Harrise z antisemitismu. Harris řekl, že Netanjahu používá toto obvinění jako „lest k odvrácení pozornosti od tisíců dětí zabitých jeho ozbrojenými silami v Gaze“ a mluvčí řekl, že Harris nebude reagovat na „osobní a falešné útoky“.
K prvnímu výročí útoku Hamásu na Izrael se v Praze na Staroměstském náměstí sešla demonstrace na podporu Izraele. Jan Dobrovský pohovořil na téma antisemitismu: „Přichází ze špičkových levicových univerzit a od jejich učitelů,“ řekl mimo jiného v projevu ke shromážděným. Římskokatolický kněz a etik Marek Vácha v rozhovoru pro Český rozhlas uvedl, že „Izrael velmi dobře ví, co je to genocida. A pokud ji páchá, tak to dělá extrémně špatně“ a k stávkám a demonstracím proti válce v Gaze dodal „V Jemenu zahynulo asi 300 000 muslimů, v syrské válce za posledních deset let asi 600 000 muslimů. Žádná podobná stávka nebo demonstrace ale nebyla. Absolutní ticho. To znamená, že teď vůbec nejde o počet zabitých Palestinců. Problém je jiný, a to je nenávist k Židům.”
Katolický kněz Tomáš Halík v červenci 2025 označil Netanjahua za válečného zločince, obvinil ho, že „je daleko větším viníkem vzrůstu antisemitismu na světě než Hamás” a o situaci v Pásmu Gazy uvedl, že to „co se tam děje má charakter genocidy”. V reakci na toto prohlášení Federace židovských obcí obvinila Halíka z šíření „antisemitských mýtů.”
Federace židovských obcí ve své výroční zprávě za rok 2023 napsala, že „používání termínů jako ‚genocida‘, ‚apartheid‘, ‚etnické čistky‘ či ‚holocaust‘ k popisu izraelské politiky vůči Palestincům” považuje za antisemitismus.